# Шри-вайшнавизм

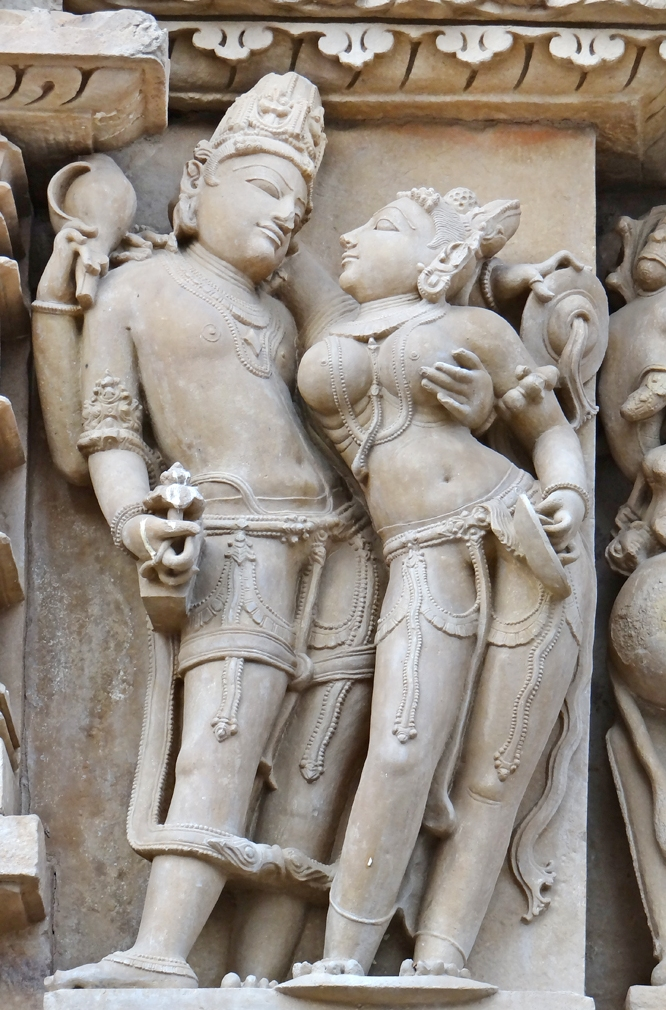
Влюблённая пара: Вишну вместе с богиней Лакшми. Храм Адинатха, Кхаджурахо, Мадхья-Прадеш.

Шри-вайшнавизм, шри-вишнуизм (IAST: Śrīvaiṣṇavasampradāya) — одна из шести основных традиций вайшнавизма, охватывающая философию и убеждения, литературу, ритуалы и духовные практики. Вместе они определяют образ жизни бхакт-преданных Махавишну (Нараяны), а также характеризуют шри-вайшнавское сообщество и его социальную организацию. Шри-вайшнавами называют любящих и верящих в всеприсутствующего и всепроникающего Махавишну. Его преданные также почитают супругу Вишну, богиню Лакшми. Её любят в разных проявлениях, и как богиню счастья и благополучия Шри, и как богиню Земли Бхуми, и как земную жену молодого Канны (Кришны) Наппинней.
Философия шри-вайшнавизма известна как «вишишта-адвайта» (IAST: Viśiṣṭādvaita), описывающая отношения между персонифицированным Господом Вишну, человеческими душами и природой. Философия шри-вайшнавизма посвящена обретению спасения от бесконечной череды рождений и смертей (сансары) через любовь к Вишну. Близкие отношения преданных с Вишну позволяют им находиться рядом с ним на Вайкунтхе, мире без забот и тревог. Пребывание души на Вайкунтхе и представляет собой освобождение от сансары. В совершенном мире Вишну душа не исчезает, не сливается с Высшей реальностью, а сохраняет свою индивидуальность и живёт в играх, общении и заботе о Вишну.
Литература шри-вайшнавизма включает классические произведения индуизма на санскрите, а также тамильские сочинения, прежде всего, любовную поэзию в честь Вишну. Главным идеологом шри-вайшнавизма считается автор вишишта-адвайты Рамануджа, любовь которого к Вишну способствовала созданию многочисленного сообщества шри-вайшнавов.
Шри-вайшнавской традиции принадлежат многие храмы, включая самый богатый храм в мире в Тируванантапураме, самый посещаемый храм в мире в Тирумале и самый большой в мире храм-город в Шрирангаме. Наибольшее число шри-вайшнавов приходится на Южную Индию, хотя их сообщества распространены в США, Европе, Юго-Восточной Азии, Австралии и странах русскоязычного региона.
Шри-вайшнавизм имеет и другие названия, он известен как «шри-сампрадая» или «Лакшми-сампрадая».

## Этимология

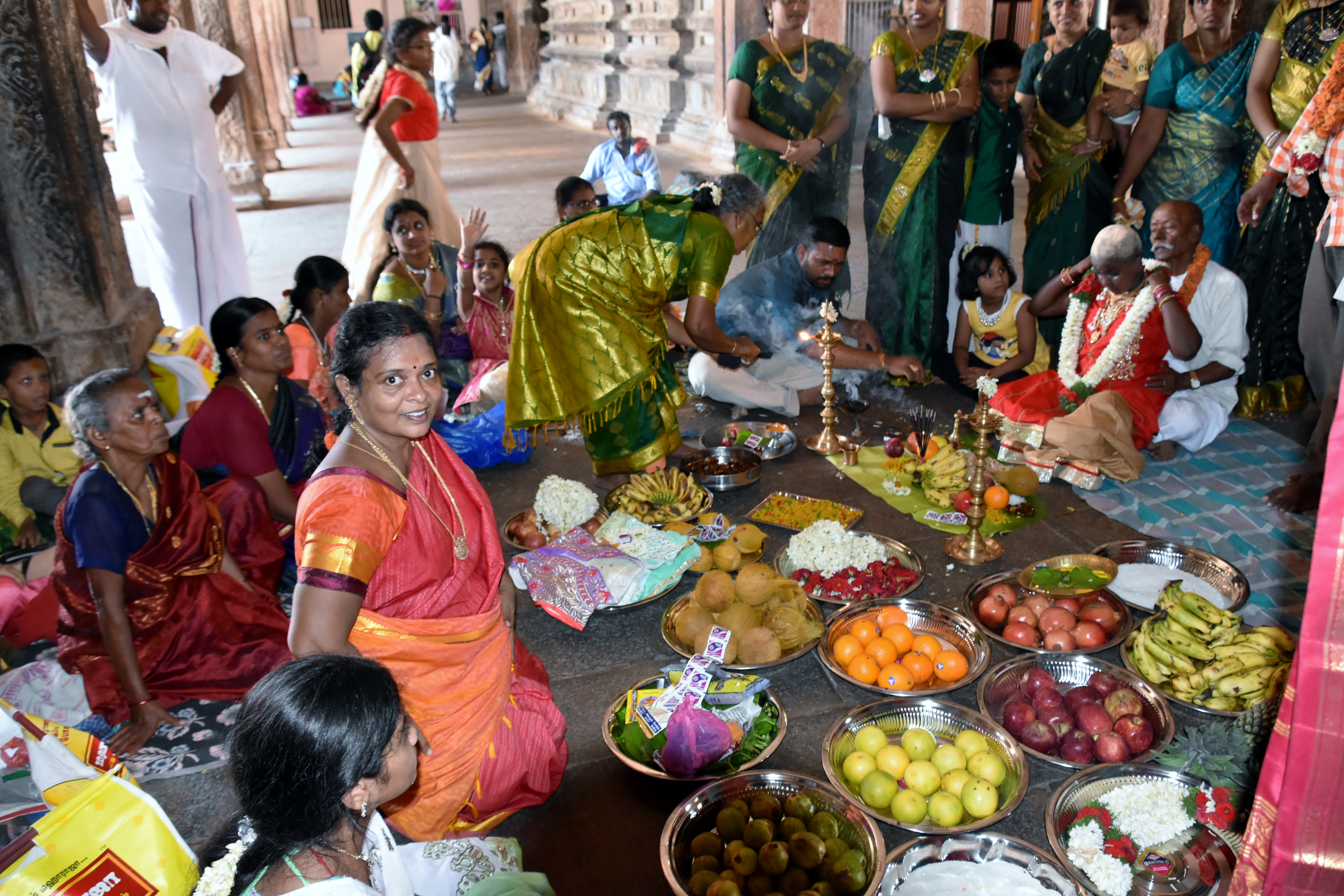
Шри-вайшнавская семья в Шрирангаме

Название «шри-вайшнавизм» возникло от сочетания «шри» и «вайшнавизма» — традиции почитания Вишну как Высшей реальности и персонифицированного Господа, дарующего душе освобождение. «Шри» (IAST: śrī) можно перевести как «священный» или как «уважаемый». Подобное обращение подчёркивает божественные качества преданных Вишну. В то же время приставка «Шри» — это ничто иное как имя супруги Вишну, богини Лакшми. Её упоминание призвано обратить внимание на особую роль Лакшми в освобождении от круга перерождений и смертей. Последователей или преданных Вишну называют «шри-вайшнавы» (IAST: Śrīvaiṣṇava): мужчин — «шри-вайшнав» и женщин — «шри-вайшнави». Становление шри-вайшнавизма произошло благодаря миссионерской деятельности Рамануджи (1017—1137). Однако ещё до него шри-вайшнавизм был известен как вайшнавская традиция. Упоминание шри-вайшнавов обнаруживается в комментариях, оставленных двоюродным братом Рамануджи, Парашара Бхаттаром, между XI и XII веками. Впервые выражение «шри-вайшнава» встречается на каменных надписях храма Венкатешвары в Тирумале и датируется 966 годом. Это означает, что сообщество, называемое шри-вайшнавами, сложилось ещё до Рамануджи. По всей видимости, этимология выражения восходит к первым векам нашей эры. Первое упоминание в тамильской литературе о Вишну можно найти в «Парипадал», одном из десяти пространных стихотворений эпохи сангам, датируемым между II веком до н. э. и II веком н. э. Вишну упоминается в нём как Маяван (Mayavan, «Темного цвета», см. ) вместе с двумя другими тамильскими богами, Муруганом (который позже станет известен как Сканда) и Котраваи (которая будет отождествляться с Дургой).

## Обзор шри-вайшнавизма
Главной фигурой шри-вайшнавизма выступает вечный, всемогущий и везде присутствующий Господь — Вишну, имя которого обозначает всепроникновение. Высшая реальность (Брахман) не является обезличенной, она предстаёт в человеческом облике Вишну, близком и понятном. Только Вишну может даровать счастливую и благополучную жизнь, а также освобождение от бесконечных циклов рождения и смерти (сансары). Освобождение от череды перерождений и связанных с ней страданий получило название «мокша». Между Вишну и его преданными складываются близкие отношения. Они находят выражение в любви (бхакти) и её культивировании (бхакти-йога), предании себя на милость Вишну (прапатти) и получении в нём убежища от невзгод (шаранагати). Близкие отношения с Вишну приносят плоды в виде божественной благодати и его милости. Благодаря тесным отношениям преданный может чувствовать себя рядом с Вишну в его обители на Вайкунтхе уже при земной жизни.
Объектом любви шри-вайшнавов является сам Вишну и его многочисленные облики. Среди них можно встретить классических аватар Вишну, — Раму и Кришну, — а также популярные облики Вишну. Например, Вишну, исполняющего желания как Венкатешвара; Вишну, возлежащего в йога-нидре как Ранганатха; Вишну как лотосоподобного Падманабху. Обликам везде присутствующего и всепроникающего Бога нет конца, хотя каждый преданный среди них имеет свой излюбленный. Кроме того, в храмовом и домашнем поклонении используются камни с символами Вишну, известные как шалаграмы. Рукотворные изображения Вишну в тысячах храмов и на миллионах домашних алтарей считаются земными воплощениями Вишну, арчаватарами (IAST: arcāvatāra), служащими для поклонения.
Источниками духовного знания в шри-вайшнавизме считаются логические умозаключения, личный опыт и священные тексты. В отсутствие богатого личного опыта священные тексты помогают вдохновить и настроить преданного. Как и в других традициях вайшнавизма последователи шри-вайшнавизма принимают классические священные писания — Веды, эпосы «Рамаяна» и «Махабхарата», а также пураны. Однако помимо них почитаются тексты панчаратры на санскрите и четыре тысячи тамильских стихов, сочинённых святыми поэтами-альварами. Название последних переводится как «погружённые глубоко [в любовь к Вишну]». Большая часть стихов во славу Вишну написана между VII и IX веками. Однако и в последующем Вишну воспевался поэтами, такими как Аннамая и Венгамамба. Тамильская поэзия признаётся богооткровением (шрути) и аналогом классических Вед. Стихи передавались из уст в уста и запоминались на память. Первый учитель шри-вайшнавизма (ачарья), Натхамуни (тамил. Натамуни), собирал стихи и записывал их на пальмовых листьях. Его сборник стихов известен как «Дивья-прабандха» или «Священный сборник четырёх тысяч стихов».
Любовь к Вишну, струящаяся в стихах альваров, переложена другим ачарьей шри-вайшнавизма, Рамануджей, в стройную философию. Тексты Вед и священные писания объясняются шри-вайшнавами сквозь наставления и толкования Рамануджи. Его последователи гордятся своим двойным наследием — санскритскими гимнами Вед и тамильскими сочинениями альваров. Оба источника божественного вдохновения считаются равными, в результате чего шри-вайшнавизм называют системой «убхая-веданта» (IAST: Ubhaya Vedānta) или дуальной Ведантой. Известных приверженцев шри-вайшнавизма почётно именуют «убхая-ведантачарья» (Ubhaya Vedantacariyar), то есть «исповедующие двойную Веданту». Префикс можно встретить в обращениях не только к учителям шри-вайшнавизма, но и к преданным Вишну.
Результатом духовной практики и любви к Вишну является переход души от невзгод мирской жизни в райское состояние Вайкунтхи, то есть мира Вишну без забот и тревог. В шри-вайшнавизме пребывание души на Вайкунтхе и представляет собой освобождение от сансары. Там она навсегда остаётся в безмятежном блаженстве и присутствии возлюбленного Вишну. Освобождённая душа достигает природы Вишну: испытывает умиротворение, наслаждение и счастье, поскольку её духовное тело состоит из блаженства Вишну. На Вайкунтхе душа живёт в играх, общении и любовном служении Вишну. Она никогда не теряет своей индивидуальности, то есть не сливается с обезличенным абстрактным Богом. В шри-вайшнавской традиции не существует такого явления как «дживанмукта», — то есть души, освободившейся при жизни, — образ которой популяризирован в школе адвайты. Окончательное освобождение происходит, когда душа покидает тело, однако уже при жизни преданный благодаря близким отношениям с возлюбленным Вишну может чувствовать себя рядом с ним на Вайкунтхе.

## Махавишну: облики любви

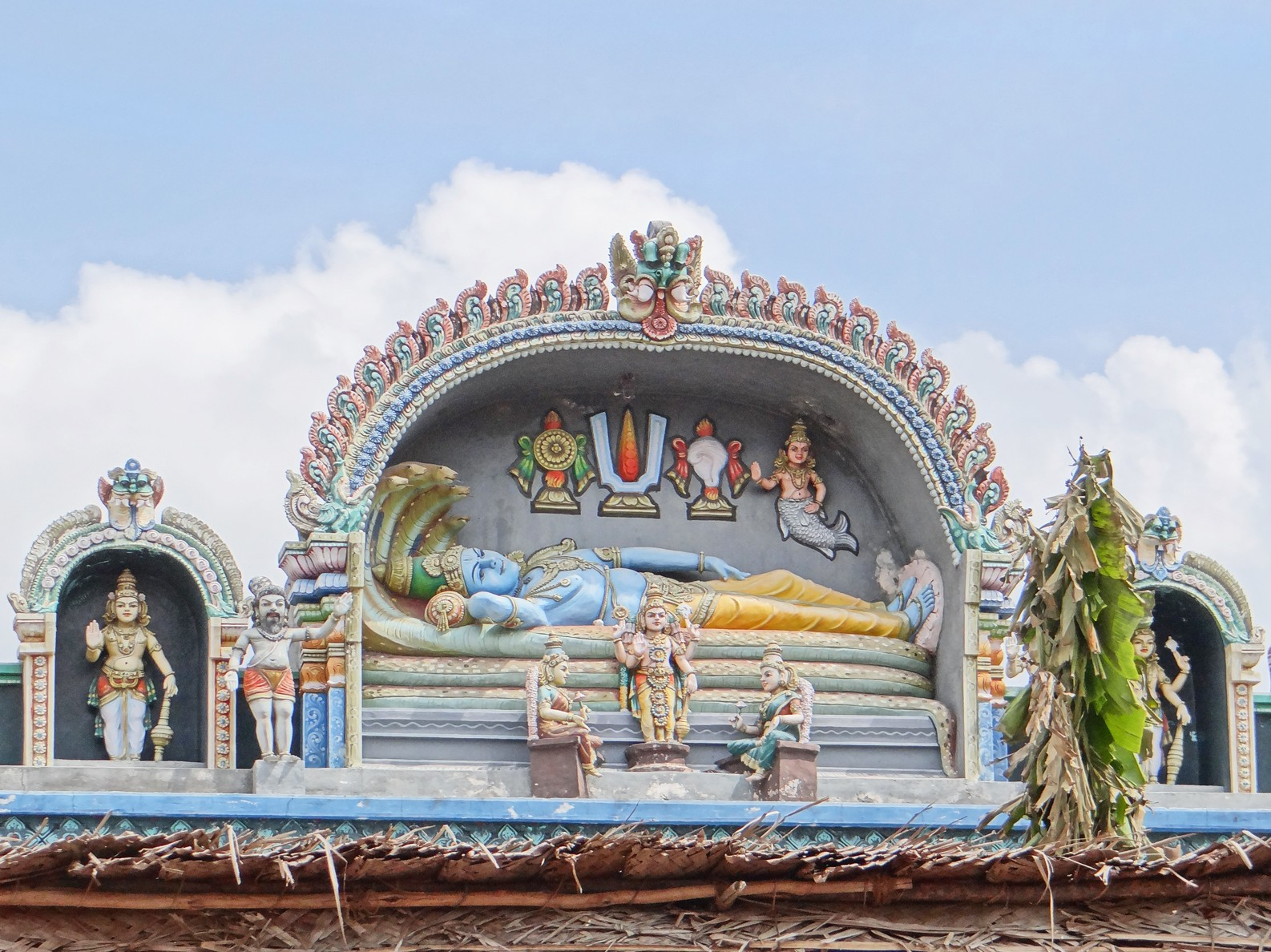
Вишну, возлежащий на змее Ананта-Шеше, Амма мандапа, Тируччираппалли

Вишну как всевышний, всепроникающий, всеохватывающий Господь обладает превосходящими что бы то ни было божественными качествами. Он — повелитель Вайкунтхи, вечного мира, где царит радость и нет ни тени печали. Вишну предстаёт источником любви и блаженства для всех живых существ во всех вселенных. Он — повелитель всех чувств и вкусов любви, что делает его прекраснее всех богов любви. Как воплощение блаженства Вишну наделяет всех живых существ счастьем. Вишну пребывает в сердце каждого и благодаря этому знает сердца своих преданных-бхакт. Он не может не любить тех, в ком пребывает, ведь любовь — его природа. Любовь Вишну ничем не ограничена и не обусловлена. Никакие недостатки человека не могут препятствовать изъявлению его любви. Распространение милости является естественным состоянием Вишну. Он дарит благословение всем душам. Вишну сам исполнен блаженства и наполняет им всё живое. Его преданные бхакты отвечают ему взаимностью — они не любят на свете ничего и никого больше, чем Вишну. Как провозглашает «Вишну-пурана», любовь к Вишну является высшей дхармой.
«Вишну-сахасранама», или гимн 1000 имён Вишну, описывает его божественные качества, заключённые в именах-эпитетах Вишну. Он — Шрештха (заслуживающий восхваления), Шри-гарбха (вместилище всех благоприятных качеств), Хришикеша (повелитель чувств), Сунда (дарящий радость и счастье), Вьяпта (наполненный любовью) и т. д.
В шри-вайшнавизме всепроникающий Вишну предстаёт в нескольких обликах. Их воспевают альвары и описывают в своих трудах ачарьи. Описание многочисленных обликов Вишну можно встретить в священных текстах Панчаратра-агамах (IAST: Pāñcarātra Āgama), которые служат руководством при создании рукотворных изображений Вишну и в храмовом строительстве. Вишну предстаёт как:
- «Пара» (Para) или «Высший Господь», вечно пребывающий в своей божественной обители на Вайкунтхе вместе с супругой Лакшми, в окружении спутников и преданных, исполненный любви и блаженства;
- «Вьюха» (IAST: Vyūha) или эманация Вишну в космическом океане творения: в земном восприятии мудрецов-риши Вишну принимал облик Нараяны или Пара-Васудевы, который возлежит на змее Ананта-Шеше (бесконечности) в бесформенном блаженстве Вайкунтхи, предстающей как молочный океан (IAST: Kṣīrodha);
- «Вибхава» (IAST: Vibhava) или аватара: Вишну лично снисходит со своей обители на Вайкунтхе на Землю для восстановления дхармы и принимает облики Варахи, Ваманы, Рамы, Кришны и других воплощений;
- «Харда» (IAST: Hārda) или антарьями (IAST: antaryāmin): Вишну пребывает в сердцах людей подобно тому, как он наслаждается в своей обители на Вайкунтхе — в сердце человека возникает Вайкунтха, когда из него уходят заботы и тревоги и приходит любовь;
- «Арчаватара» (IAST: Archāvatāra): Вишну снисходит с обители на Вайкунтхе в своё рукотворное изображение в святилище или на домашнем алтаре, которое служит для его почитания.

Верховный Господь пребывает в высшем мире,
он же находится на холмах Тирумалы,
он же возлежит в молочном океане,
он же перемещается по земле в различных обликах,
он пребывает во всех существах во Вселенной и в сердце каждого...Наммальвар
Все пять обликов равнозначны, они представляют одного и того же Вишну, пребывающего на Вайкунтхе. Однако последний, арчаватара, то есть мурти Вишну, всегда находится рядом с преданным и поддерживает с ним близкие отношения.

Изобразительные образы Вишну
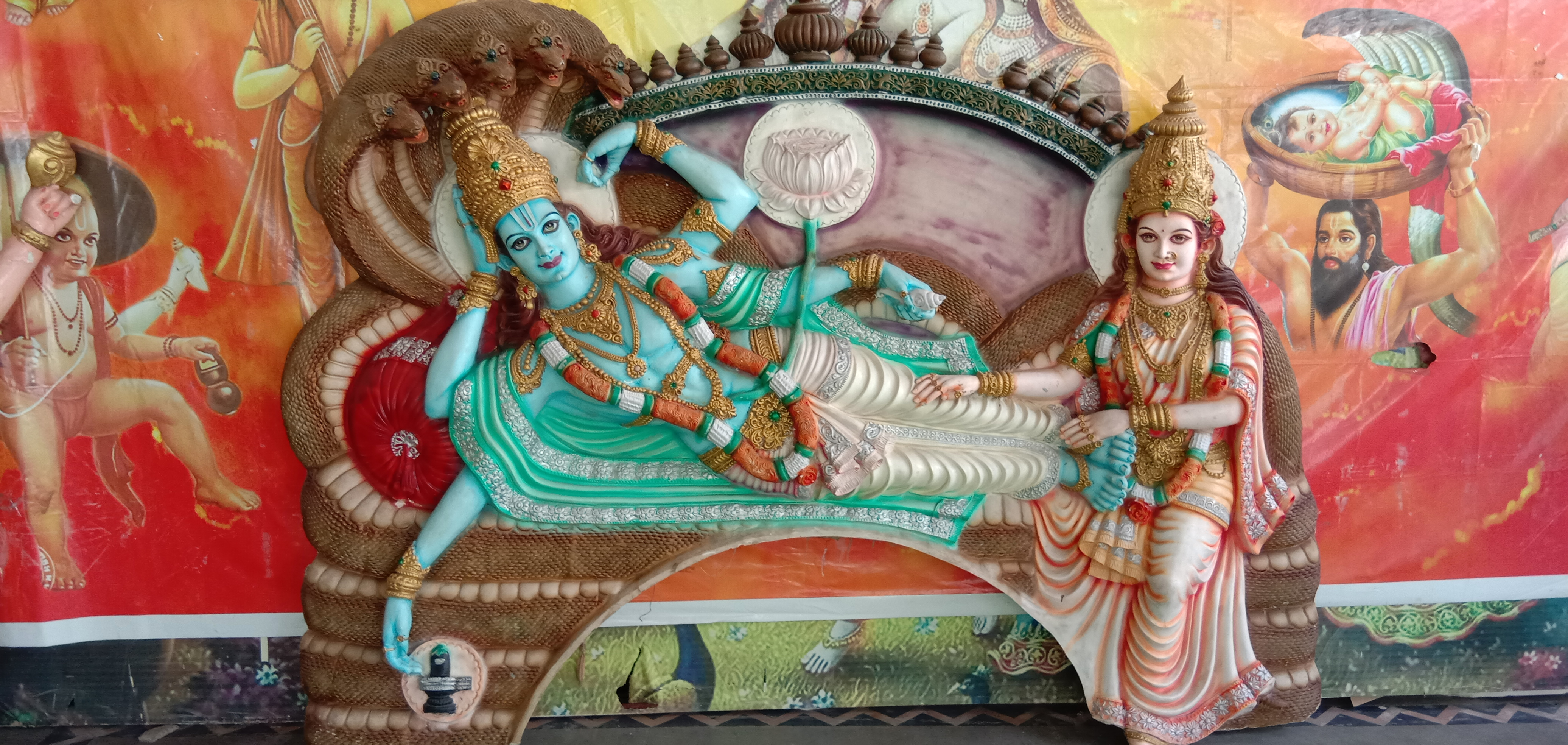
Вишну-Нараяна возлежит на змее Ади-Шеше, супруга Лакшми массирует ему стопы
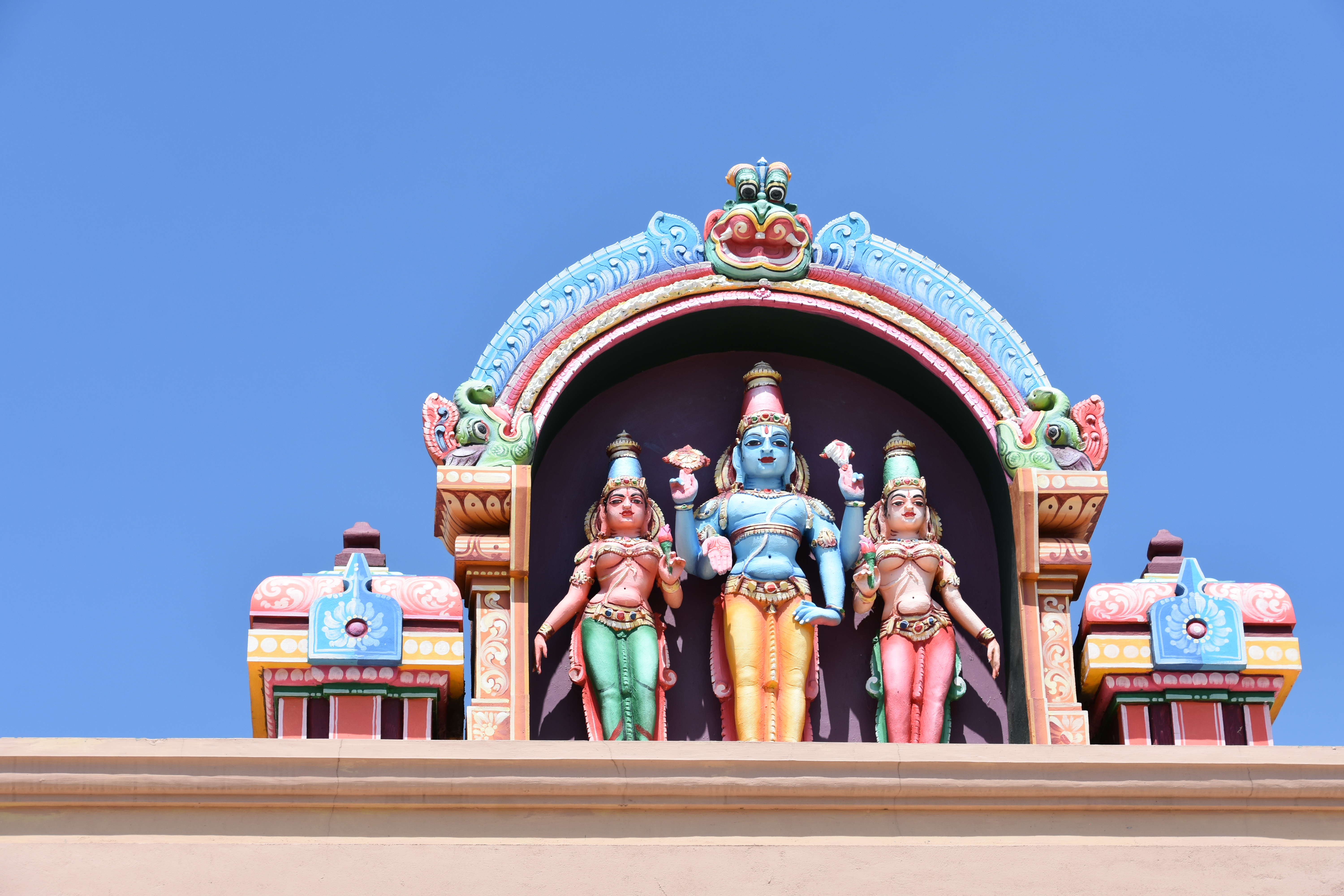
Вишну вместе с Шри-деви и Бху-деви
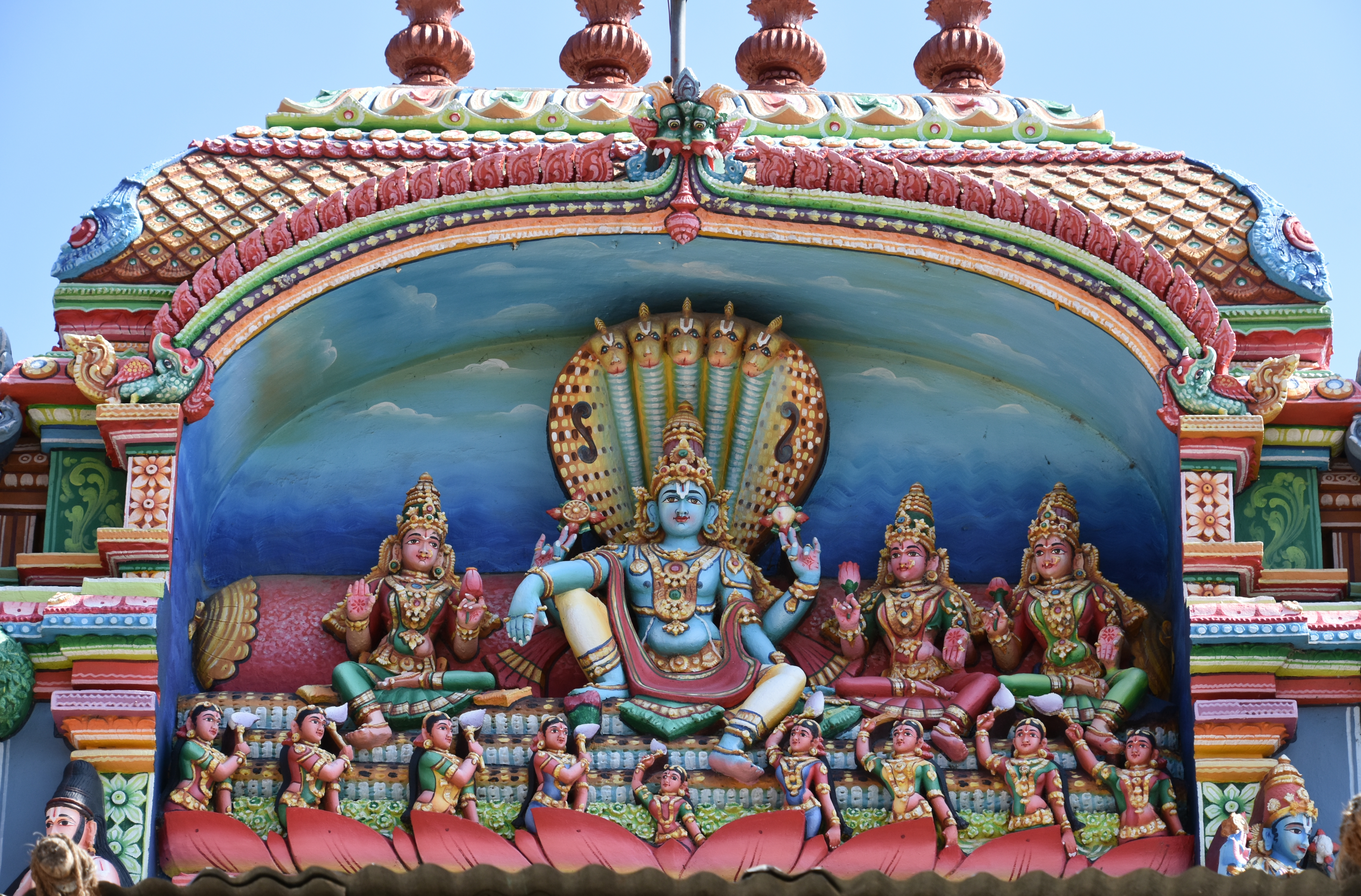
Вишну, Шри-деви, Бху-деви и Нила-деви

Особенность шри-вайшнавизма, отличающая его от других вайшнавских традиций, в том, что близкие отношения преданных с Вишну возникают вне зависимости от того, облик какого аватара последний выбрал. По своему божественному замыслу Вишну прячет свой первоначальный вид и может принимать любой облик и любое имя, чтобы быть ближе к человеку. В отличие от поздних северо-индийских поэтов, почитавших Кришну или Раму, альвары воспевали личное снисхождение Вишну в любом облике аватара или храмового мурти. Они видели его во множестве, но прославляли, прежде всего, изображения Вишну в святых местах. Считается, что в арчаватару Вишну снисходит, как и в свои живые воплощения. Материальные образы Вишну ничем не отличаются от него и обладают теми же божественными качествами, что и сам Высший Господь с Вайкунтхи. В арчаватаре Вишну находится по собственному желанию, ведь он может принимать любые формы, какие захочет.
Альвар Перияльвар, автор 400 гимнов, объединённых в «Перия-тируможи» («Божественные слова»), воспевал Шрирангам как обитель многоликого Вишну:
Это храм Того, кто стал
Божественной рыбой, черепахой, вепрем, львом и карликом.
Он стал Рамой в трех формах, он стал Канна [Кришной],
И как Калки он подведет конец [миру].
Это Тируварангам [Шрирангам], где лебедь [чистой души] и его супруга
качаются на качелях из лотосов, обнимаются на цветочном ложе,
и наслаждаются, окруженные красной пыльцой, вдоль реки.Перияльвар. «Перия-тируможи». Гимн 4.9.9
Шри-вайшнавы верят, что Вишну со своей супругой Лакшми всегда находятся на Земле и их можно встретить в гарбха-гриха (IAST: garbhagṛha), то есть храмовом святилище. Вишну проявляется в рукотворном образе при его первом освящении и затем неизменно остаётся в нём благодаря непрерывному богослужению. Культивирование взаимоотношений с мурти позволяет преданному чувствовать себя рядом с Вишну, как в его обители на Вайкунтхе.
Арчаватара традиционно создают из металла или камня. Однако в шри-вайшнавском понимании божественный образ носит нематериальный характер. Учителя шри-вайшнавизма, такие как Венкатанатха и другие, описывали, что образ является «апракрита» (IAST: aprākṛta), то есть имеет нематериальную природу. Его наполняет трансцендентная субстанция, называемая «шуддха-саттва» (IAST: śuddhasattva), или чистая материя. Иными словами, Вишну присутствует в материальном образе как шуддха-саттва. Благодаря ей он становится доступным своим преданным, может отвечать на их обращения и исполнять желания. Таким образом, арчаватара обладает тем же всемогуществом, что и Высший Господь. В то же время арчаватара не является исчерпывающей формой Вишну.
В шри-вайшнавизме почитают все десять аватар, чей перечень приведен в «Вишну-пуране». Для спасения мира Вишну лично снисходил на Землю в обликах Матсьи (рыбы), Курмы (черепахи), Варахи (вепря), Нарасимхм (человека-льва), Ваманы (карлика-брахмана), Парашурамы, Рамы, Баларамы (вместо Будды), Кришны и Калки. В поздних аватарах, чтобы быть ближе к человеку, Вишну прячет свой мистический четырёхрукий образ и предстаёт в человекоподобном образе. Помимо перечисленных аватар, у некоторых шри-вайшнавов популярен Хаягрива с человеческим телом и головой лошади. Как Хаягрива Вишну сошёл в нижний мир и вернул Веды, похищенные демонами Мадху и Кайтабха.
К человеческому телу в шри-вайшнавизме относятся как к храму, в который Вишну вдохнул жизнь. Подобно тому, как Вишну спускается с Вайкунтхи, чтобы явить себя в храме, он пребывает в сердце преданного. Шри-вайшнавы могут чувствовать его как любовь, объединяющую живых существ. Вишну именуют не иначе как «Према Никетана» (резервуар любви) и «Расика-раджа» (повелитель чувств). Альвар Тирумажисей ясно выражает эту идею в стихах, отмечая, что то же божество, которое он видел в священных местах, обитает в его сердце:
Дни прошли, когда я увидел
В Уракаме — стоящего Господа,
В Падакаме — сидящего Господа,
а в Вехке он возлежал.
Я тогда еще не родился; но когда я родился,
Я никогда не забывал
что он стоит, пребывает и возлежит
в моем сердце.Тирумажисей. «Thiruchchanda Viruththam». Гимн 64
В коротких стихах Тирумажисей упоминает божества, которым поклоняются в храмах недалеко от Канчипурама. Любовь к ним он осознает в своём сердце, благодаря чему внешний и внутренний аспекты божественного сливаются вместе. Это один и тот же Вишну, пребывающий в храме и человеке. Многообразие обликов Вишну является проявлением его всепоглощающей природы. Однако среди всех образов в шри-вайшнавизме предпочтение отдается арчаватаре или мурти. Благодаря зримому образу Вишну проявляет милость и становится доступным для своих преданных. Возможность взаимодействовать с арчаватара укрепляет отношения преданного с Вишну и делает его близким — более близким, чем представление о нём как трансцендентном Парабрахмане. Один из последователей Рамануджи, Куратталван (IAST: Kurattāl̠vān̠), в своих произведениях «Варада-раджа-става» (стих 1.3) и «Сундара-баху-става» (стих 119) отмечал, что, хотя Высший Господь недоступен для ума и не может быть постигнут благодаря философии Веданты, тем не менее, Он проявляет себя в зримых человекоподобных образах, доступных для каждого. Под именами Кришны, Рамы и других, он принимает земные облики мурти, чтобы быть ближе к человеку.
|        |       |        |           |        |            |      |          |        |       |
| Матсья | Курма | Вараха | Нарасимха | Вамана | Парашурама | Рама | Баларама | Кришна | Калки |

## Вишну-Тирумаль
Южноиндийская культура оставила колоритный след в шри-вайшнавских описаниях Вишну. Тамильские альвары звали его «Маль» (Māl IAST), то есть «Удивительный», «Чудесный», «Потрясающий», «Высокий». В стихах они обращались к нему как «Тирумаль», то есть священный или благословенный Маль. В современном тамильском языке его имя ассоциируется с темным цветом (цвета темно-синей грозовой тучи), который тождественен величию или силе. Благодаря грозовым тучам на землю проливается живительный дождь, дарующий процветание и благополучие. Вишну имеет также тамильские имена «Майон» и «Анируттан», которые ассоциируются с тёмной кожей. Места, где находились святыни Вишну, получали названия в его честь, — например, Тирупати, Тируччираппалли, Тирунелвели, Тируванантапурам и другие, — что означало святое место.
Тамильские синонимы имён Вишну
| Имя Вишну | Тамильский язык                                                                | Древнетамильский язык                           | Тамильский язык допаллавского периода   |
| --------- | ------------------------------------------------------------------------------ | ----------------------------------------------- | --------------------------------------- |
| Ма        | Величайший Сильнейший Прекраснейший Темноликий Красочный Побледневший от любви | Величайший Темноликий                           | Тёмного цвета Тирумаль (Священный Маль) |
| Майон     | Темноликий Вишну                                                               | Темноликий Вишну                                | Канна (Любимый)                         |
| Маль      | Чувственный Любовь Темноликий Величайший Великий                               | Темноликий Чёрный Небесного цвета Вишну Великий | Тирумаль Анируттан Темного цвета        |

Многие персонажи и истории о Вишну в тамильской поэзии уникальны. Если в Северной Индии супругой Кришны считается Радха, то на юге её зовут Наппинней. Она же является двоюродной сестрой Кришны (дочерью дяди Кришны по материнской линии), что отражает традицию браков между двоюродными братьями и сестрами в Южной Индии. Чтобы взять Наппинней замуж Кришна на открытых соревнованиях приручил семь быков. Соревнования по обузданию быков до сих пор проводятся в Тамилнаде в праздничные дни января.

## Любящая мать Вселенной Лакшми

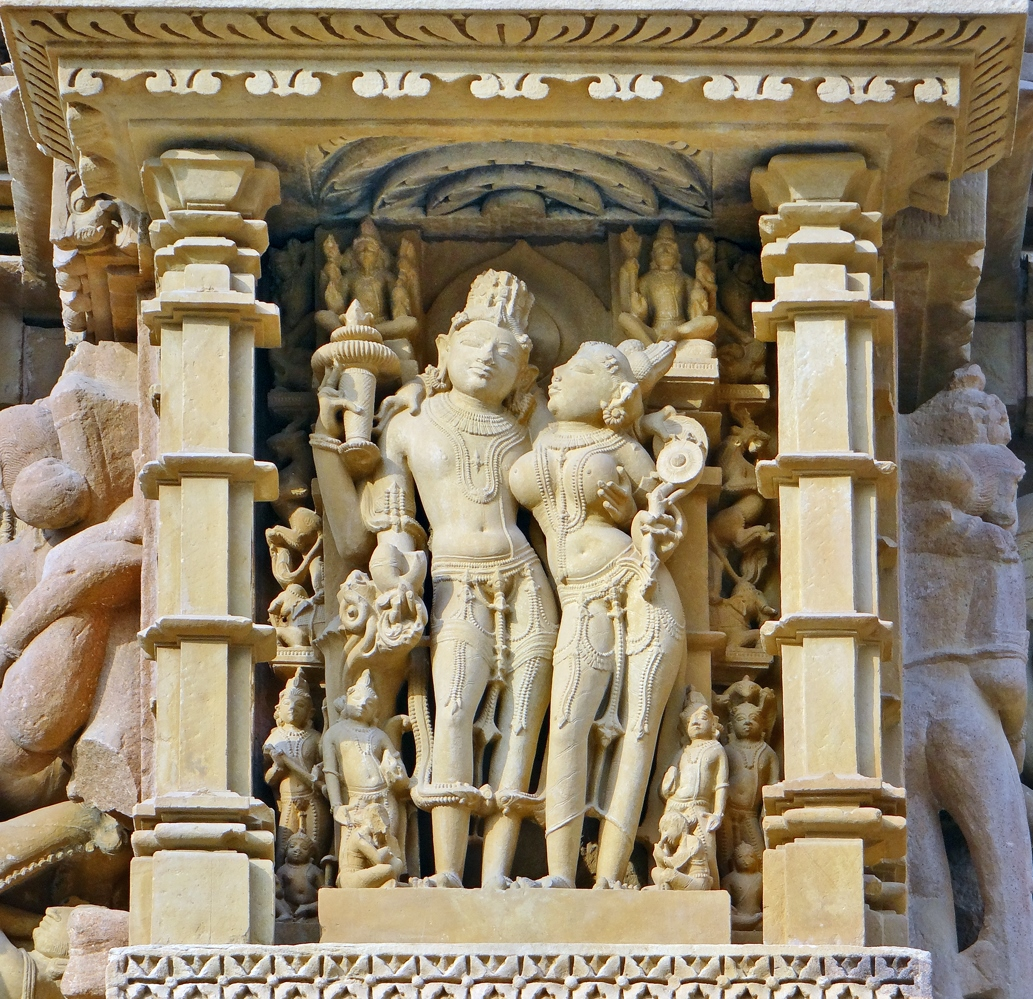
Влюблённая пара Вишну-Лакшми. Храм Деви Джагадамби в Кхаджурахо

В шри-вайшнавской традиции супругой Вишну является Ла́кшми — вечно юная, нежная и любящая Вселенную богиня. Она представляет женский аспект Вишну, благодаря материнским качествам которого на Землю приходит благополучие, богатство, удача и счастье. Любя Лакшми, шри-вайшнавы обращаются к материнским аспектам Вишну, недаром богиня живёт на груди своего супруга в виде завитка Шриватса. Считается, что обращение к Лакшми защищает шри-вайшнавов от мирских несчастий и бедности. На Вайкунтхе Лакшми всегда возле Вишну, она наполняет небесную обитель своим очарованием, даря её жителям чувство процветания. Лакшми обещала своему божественному супругу, что где бы он ни был, она всегда будет рядом с ним. Лакшми выполняет своё обещание и всегда замужем за Вишну в его земных воплощениях. Как Сита она замужем за Рамой, как Радха или Рукмини — за Кришной, как Падма или Камала — за Ваманой и т. д. Описание их взаимоотношений можно встретить в тантрической «Вишну-рахасья», авторство которой приписывают Вьясе. В шри-вайшнавской традиции Лакшми изображают в обликах небесной Шри и земной Бху. Лакшми во всём её великолепии, дарующая счастье и удачу, принимает облик Шри-деви. Лакшми, приносящая богатство и мирской успех, предстает как Бху-деви. В земных историях о похождениях Вишну к ним добавляется облик Лакшми как Наппинней (на санскрите её зовут Нила, или Нила-деви) в истории с Канной, а также Падмавати в сюжете с Венкатешварой.

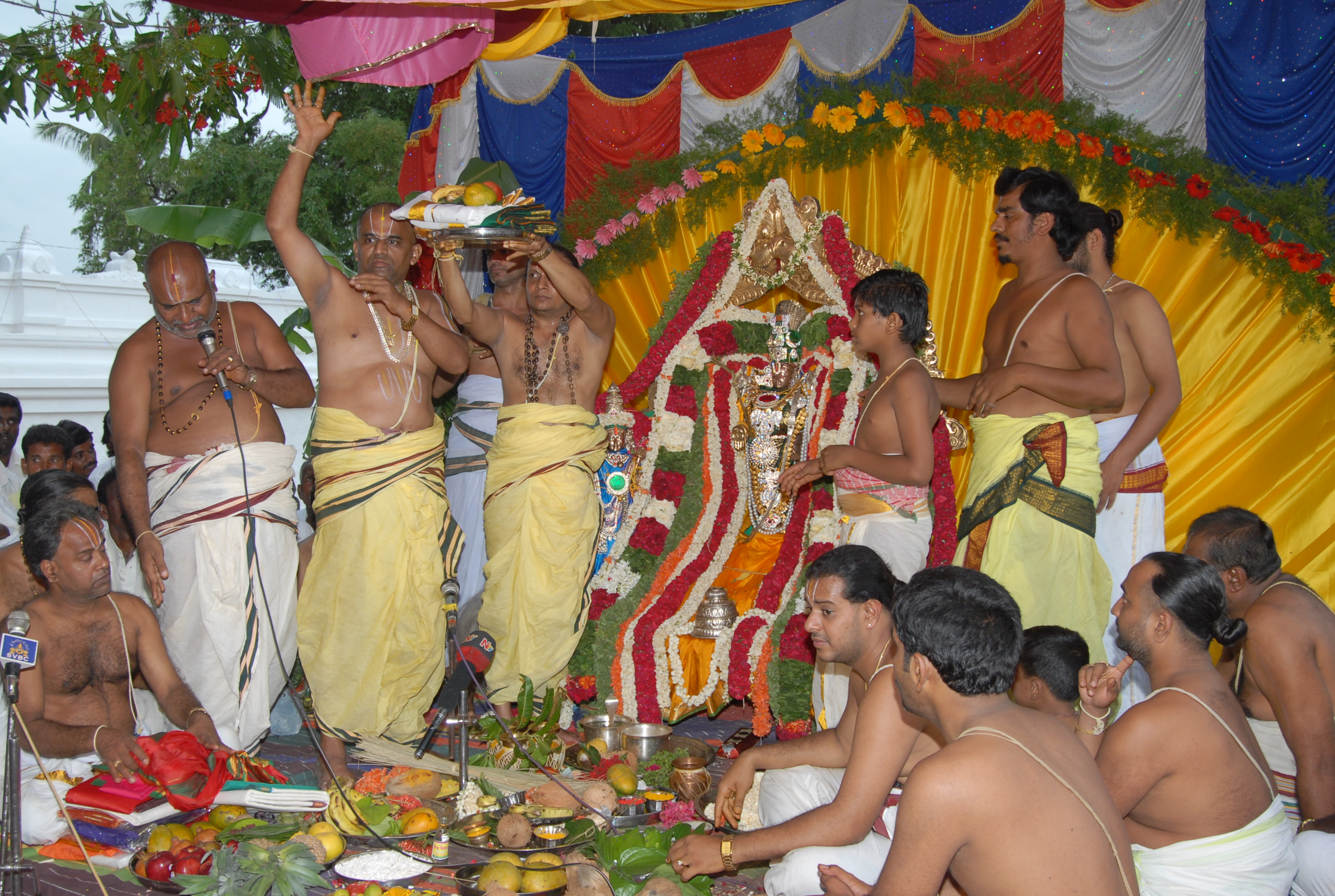
Ритуальная свадьба Вишну и Лакшми в Храме Шри Конетирая Свами в Килапатла (Андхра-Прадеш)

Шри-вайшнавы воспевают Лакшми как беззаботную, свежую и нежную мать цветущего мира. Она исполнена терпимости, любви и прощения за дурные проступки живых существ. Как отражение материального процветания Лакшми выступает матерью всего творения, поддерживающей и питающей жизнь. Её воспевание прослеживается с ведических гимнов, таких как «Шри-сукта», и имеет корни в «Вишну-пуране». Безграничное сострадание и щедрость Лакшми позволяют преданным рассчитывать на её заступничество для обретения милости Вишну. Страдающие, бедные, бездетные могут обратиться к Лакшми с тем, чтобы она упросила своего божественного супруга даровать им свою милость. В то время как Вишну справедлив и отвечает за поддержание праведности (дхармы), Лакшми сострадательна. Оба божественных аспекта находят отражение в гармонии пары Лакшми-Нараяна.
Отношения между Вишну и Лакшми демонстрирует их ежегодная ритуальная свадьба. Когда шри-вайшнав женится (выходит замуж), получает повышение на работе или случается другое благоприятное событие, его семья заказывает проведение в храме ритуальной свадьбы Вишну и Лакшми. В некоторых особенно популярных местах, таких как Тирумала, свадьба отмечается почти каждый день. Благодаря традициям Тирумалы свадьба Вишну и Лакшми проводится во всех храмах Венкатешвары в мире, то есть в Питтсбурге, Малибу, Чикаго, Атланте, Сингапуре и других местах. Ритуальную свадьбу называют «кальянотсава» (IAST: kalyāṇotsava), или свадебный праздник. Вишну берет в жёны Шри-деви и Бху-деви. Роль Вишну выполняет брахман, а свадебная церемония проводится по всем правилам настоящей свадьбы. Считается, что от союза мужского и женского аспекта Вселенной в мире происходит благоприятное событие. Свадьба бога и богини дарует всеобщее счастье и процветание. Ритуальная свадьба подчеркивает, насколько божественные силы близки человеку и играют не последнюю роль в его жизни.
Имя Лакшми как «Шри» стоит впереди названия традиции «шри-вайшнавизм». Однако самоназвание традиции у Рамануджи нигде не встречается. Впервые несколько раз оно упоминается в комментариях двоюродного брата и ученика Рамануджи. Для одних оно обозначает уважительное обращение к шри-вайшнавам, у других является признаком того, что перед обращением к Вишну необходимо упомянуть его супругу. Альвары называли Лакшми лишь вскользь, не отделяя её от самого Вишну. В стихах они никогда к ней не обращались как самостоятельному источнику божественной милости. Однако из уважения к супруге Вишну Ямуна в стихах «Стотра-ратна» посвятил ей и некоторым божественным спутникам Вишну свои первые стихи. Ямуне также принадлежит авторство «Чатур-шлоки» или «Четыре стиха» в честь Лакшми. «Стотра-ратна» стала образцом для подражания более поздних авторов, таких как ученик Рамануджи Куратталлван, его двоюродный брат Парашара Бхаттар, а затем ачарья Венкатанатха.

## Вайкунтха

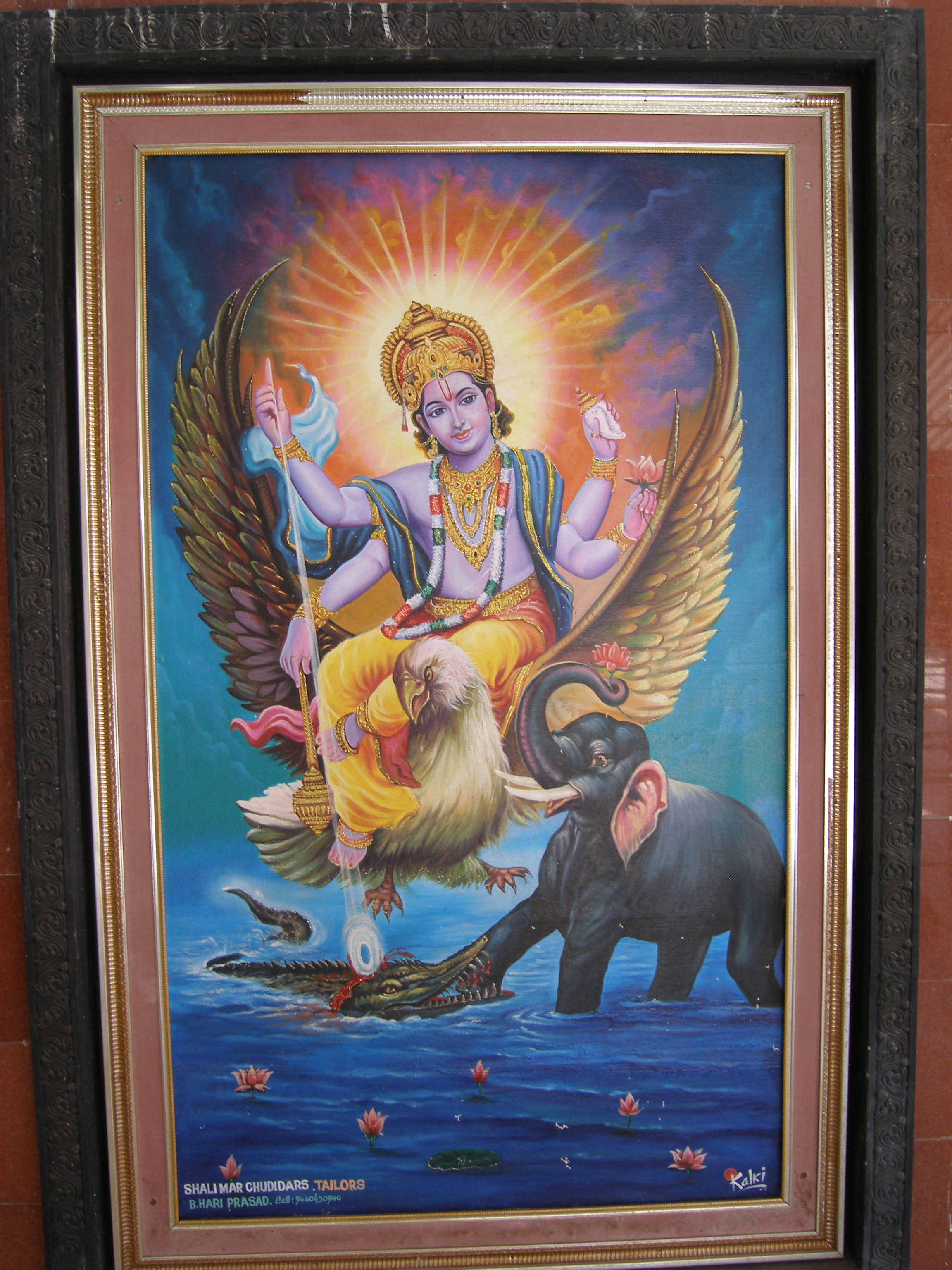
«Гаджендра-мокша» — история об освобождении слона, воззвавшего к Вишну, от земных страданий: слон — душа, крокодил — невежество, озеро — сансара

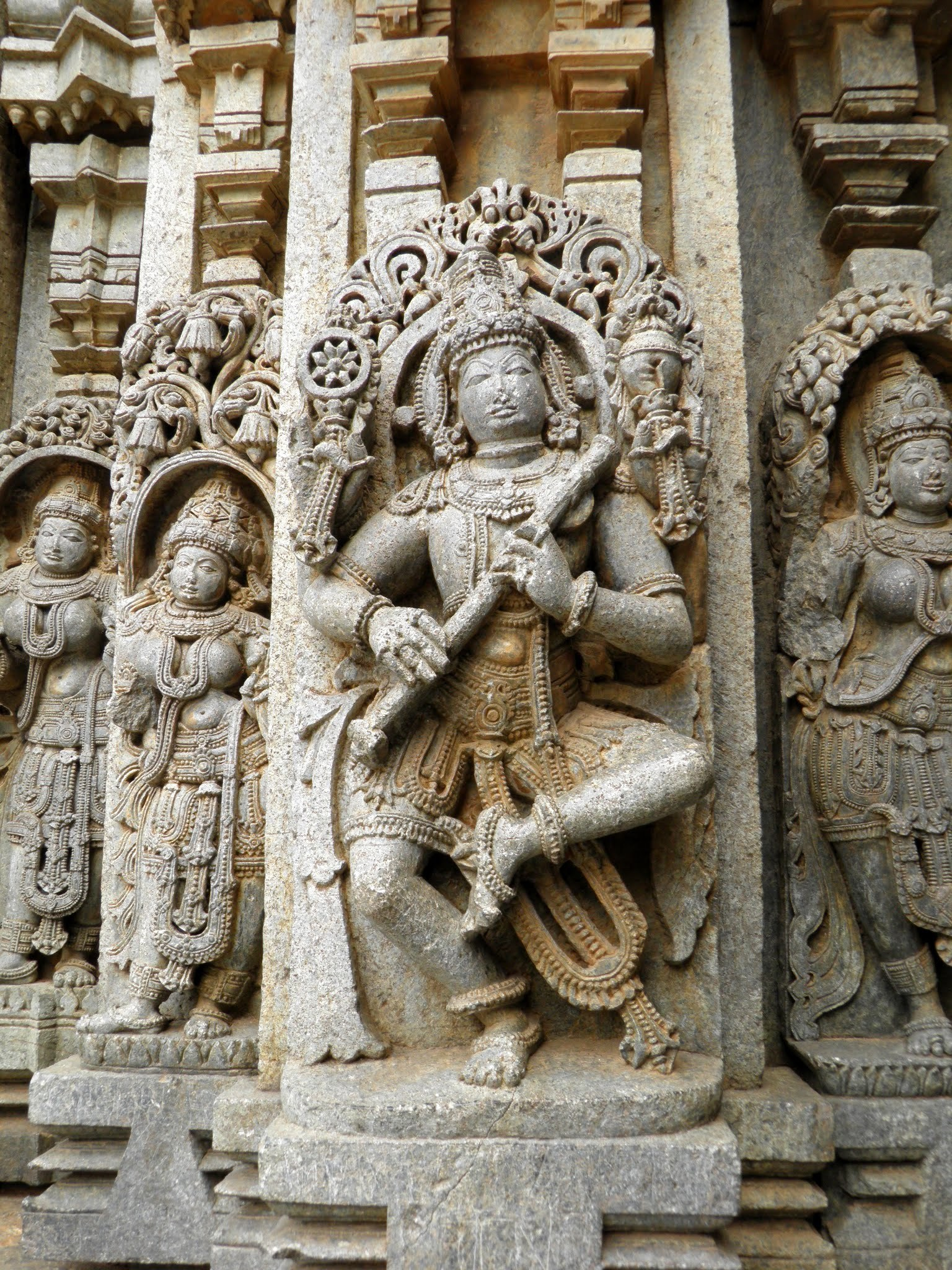
Танцующий Вишну с флейтой. Храм Кешава на берегу реки Кавери в Соманатхапуре

Вишну зовут Вайкунтханатхом, то есть владыкой Вайкунтхи (IAST: Vaikuṇṭha, Vaikuṃṭha, Vaikuṇṭhā) — небесной обители, где нет забот или тревог. Это мир, исполненный блаженства, счастья и радости. Несовершенство не может проникнуть на Вайкунтху, поэтому Вишну также зовут Аджита. На Вайкунтхе Вишну пребывает со своей супругой богиней Лакшми, бесчисленными спутниками и преданными-бхактами. Близкие спутники Вишну, будь то Гаруда или Шеша, являются никем иными как вечно свободными душами, никогда не знавшими сансары. Жители Вайкунтхи, включая спутников Вишну, могут принимать любые формы, начиная от четырёхрукого образа самого Вишну (их называют «вишнудутами») и заканчивая игровыми формами, такими как белоснежный лебедь души, цветущий лотос, падуки Господа и другие. Преображение жителей Вайкунтхи возможно благодаря их чистой саттвической природе, ничем не ограниченной и не обусловленной. Виды пространств, растений, птиц и животных, всех жителей, населяющих райскую обитель, определяются только блаженством, получаемым от близости к любимому Вишну. Неживая материя на Вайкунтхе одушевлена и представлена бесконечным живым сознанием, испытывающим радость и удовольствие бытия. Деревья плодоносят от счастья, цветы распускаются, переживая красоту Вайкунтхи. Все, что и кто находятся на Вайкунтхе, пребывают в подвижной трансцендентной форме. Священный текст «Парама-самхита» описывает, что в обители Вишну расположен золотой дворец, окруженный золотыми стенами, где пребывают боги. Во дворце вместе с Лакшми четырёхрукий Вишну восседает на красном лотосе. По своему желанию Вишну может представать в любом образе, как наездник Гаруды или как сидящий на Шеше словно на троне. Вишну безмятежен и дарует свою благодать всем, кто к нему приходит. Вокруг него царит праздник жизни, природа расцветает, жужжат медоносные пчелы, гроздья сладких цветов источают ароматы, а души испытывают непередаваемое счастье от близости к нему.
Мир Вайкунтхи — мир вечности, в котором расцветает молодость и чувства никогда не увядают. Он является зеркальным отражением природы Вишну, обладающего совершенными качествами. Вместе с преданными бхактами Вишну играет нескончаемые игры-лилы, доставляющие наслаждение всем окружающим. Сама Вайкунтха обретает вид флейты бансури, на которой Вишну играет, очаровывая обитателей божественного мира. Альвары видели Вишну на Вайкунтхе танцующим, к сладостному танцу которого присоединялись и другие обитатели райского мира. Жизнь на Вайкунтхе представляет бесконечную игру ярких образов, ощущений, переживаний с Вишну. Как воплощение любви он являет себя как пространство, события и через преданные души. Пребывание на Вайкунтхе превращается в нескончаемый экстатический поток восторга и вечный праздник, наполненный песнями и танцами. Души испытывают блаженство от единения с Вишну, друг с другом и окружающем их раем, источающим состояние сладкого нектара. Для всех жителей небесная обитель является садом наивысшего наслаждения. Все они сохраняют индивидуальность и ни у кого не возникает мысли покинуть Вайкунтху для перерождения в земном мире. Снисхождение спутников Вишну происходит только, если он задумывает сыграть с ними лилы в материальном мире. Временами Вишну лично нисходит с Вайкунтхи в различных обликах для помощи своим преданным бхактам, таким как Прахлада или Дхрува, и восстановления мирового равновесия. В известной аллегорической истории «Гаджендра-мокша» Вишну оставляет на время Вайкунтху, чтобы спасти слона Гаджендру из пасти крокодила.
| IAST                                                                                               | Перевод | Образец |        |
| -------------------------------------------------------------------------------------------------- | ------- | --- | ------ |
| śuklāṃbaradharaṃ viṣṇuṃ śaśi varṇaṃ caturbhujaṃ \| prasanna vadanaṃ dhyāyēta sarva vighnōpaśāntayē |         | О Вишну, одетый в светлые одежды, всепроникающий, с четырьмя руками, У кого умиротворенное лицо, я медитирую на Тебя, устраняющего все препятствия. | Ссылка |

Рамануджа описал Вайкунтху в трилогии «Гадья-трайя», предназначенной для простых верующих, не обременённых философией, однако нуждающихся в знании о мире Вишну. Последняя часть трилогии, называемая «Шри Вайкунтха-гадья», является своеобразным путеводителем для души по божественному миру. Переживая опыт слияния с божественным, Рамануджа описывает небесную обитель Вишну, находящуюся за пределами человеческого восприятия. Его чувственное описание, заканчивающееся желанием бескорыстно служить возлюбленному Вишну, отражает высшее эстетическое наслаждение от созерцания божественного. Чтение «Гадья-трайи», включая описание Вайкунтхи, в Южной Индии получило распространение в среде брахманов как ежедневная традиция.
За границами всех причин действия, или пракрити, лежит небесный мир, называемый Парамавьомой. Он находится за пределами слов и мыслей. Это божественная земля, полная неиссякаемого богатства и благости. Её богатство и величие превосходит воображение Санаки, Брахмы, Рудры и других богов. Её заполняют великие души, думающие лишь о благополучии Вишну и вечно находящиеся у него в служении. Невозможно постичь размеры, природу и великолепие мира Вишну, в котором находятся сотни и тысячи обширных земель, плодоносных деревьев и божественных садов. На Вайкунтхе в невероятном божественном дворце, масштабы которого неизмеримы, находятся залы, чьи стены усыпаны драгоценными камнями, с сотнями и тысячами украшенных колонн. В обители Вишну цветут сады наивысшего наслаждения с деревьями, полные благоухающих цветов и фруктов. Среди них райские деревья Париджата и исполняющие желания Калпаврикша стоят поодиночке и в густых смешанных рощах. В садах Вайкунтхи расположены украшенные драгоценностями павильоны, предназначенные для игр и отдыха. Некоторые из них предназначены для Нараяны, другие — для богини Шри Лакшми, третьи — для их обоюдного времяпровождения. В садах наивысшего блаженства мелодично поют птицы — попугаи, кукушки, павлины и другие. Обитель Вишну окружена сотнями тысяч садов наслаждения. Её заполняют сотни и тысячи прудов и озёр с устроенными к ним ступеньками и площадками, усыпанными драгоценными камнями, жемчугом и кораллами. Они наполнены божественно чистой кристальной водой со вкусом нектара. Вайкунтха, божественная и необычайно красивая, полна приятно воркующих сладкоголосых птиц. В озёрах возвышаются острова с беседками, украшенными драгоценными камнями. В них произрастают несравненные сладкие цветы саугандхики. Воды озёр бороздят безупречно белые царственные лебеди.
Вошедшие в несравненные сады наслаждения опьяняются счастьем. С божественных деревьев свисают качели из цветочных гирлянд. Их окружает музыка жужжащих пчел, опьяненных нектаром цветов. По Вайкунтхе распространяется сладкий запах сандалового дерева, камфоры, агара и божественных цветов. Легкий ветерок разносит сладкие ароматы по всей райской обители. В центре великолепия среди цветочного изобилия на змее Ананте восседает Господь Нараяна вместе с богиней Шри Лакшми. От них исходит божественное сияние, которое заполняет весь мир. О них заботятся приближенные, включая Ади-Шешу, Вишваксену и им подобных. Благость Лакшми, её красота и божественные качества смешиваются с такими же аспектами Вишну. Она призывает преданных служить своему супругу от чистого сердца.
Красота Вишну непередаваема, пара его глаз подобна распустившимся цветам лотоса. Цвет его тела сияет подобно несущему дождь облаку. На Вишну великолепные желтые шелковые одеяния. От него исходит чистое, прохладное и нежное сияние подобному тому как сверкает бесценный бриллиант, освещающий всю Вселенную. Он словно океан нектара, называемого милосердием. От Вишну исходит невообразимая, божественная и чудесная вечная молодость. Ветер шевелит на его нежном лбу легкие локоны. На Вишну необычайные красивые и пленительные украшения — корона, подвеска на лбу и ушные серьги с изображением рыб, а также ожерелье, ряды драгоценных цепочек на груди и ручные браслеты. На его груди есть отметка, известная как Шриватса. Рядом свисает несравненный камень Каустубха. Тело Вишну украшают ряды нанизанного на нить жемчуга, золотой пояс на талии, ножные браслеты и многое другое. С шеи Вишну свисает никогда не увядающая цветочная гирлянда Виджаянти, испускающая божественный аромат. Ему служат преданные раковина Шанкха, чакра Сударшана, булава Гада, лук Шаранга и другие. Ведение дел на Вайкунтхе поручено способному Сенапати Вишваксене, чья мысль или решение могут создавать, сохранять и разрушать все объекты в мире. О Вишну заботится бессчётное число вечно свободных душ (нитья-сури), таких как Гаруда, которые не знают мирских оков и получают огромное удовольствие от служения Вишну. Изящный облик Нараяны божественен, он чист и кроток, с улыбкой, исходящей из нежно приоткрытых губ, которая подчеркивает его красоту. Он — сама грация, щедрость, красота, сладость, и Он исполнен бесконечными благими качествами. Вишну полон приятных мыслей и сладкого нектара блаженства, достигающих самых сокровенных уголков сердец его преданных.
После видения Вайкунтхи я глубоко размышлял над истинной природой вечного Господа и зависимости от Него моего счастья. Я осознал, что Нараяна, является моим подлинным повелителем, хранителем моей семьи и моим единственным источником удовольствия. Он — мои мать и отец и все, что мне нужно. Когда я найду прибежище в Его лотосных стопах, когда я созрею, чтобы служить Его лотосным стопам и считать служение своим единственным удовольствием, только тогда я испытаю сильное желание заботиться о Нем и полноценно Ему служить. Когда я перестану интересоваться другими удовольствиями, освобожусь от мирских привязанностей и приближусь к Его лотосным стопам? Когда Вишну взглянет на меня своими прекрасными и сострадательными глазами и изящным мелодичным и сладким голосом предложит ему служить? Размышляя о Нём, я постараюсь развить свое желание служить Господу. По Его милости я направлюсь к Вишну, восседающему на змее Ади-Шеше вместе со супругой Шри Махалакшми, о которых заботятся Гаруда и другие. Я издалека паду ниц, повторяя мантру Вишну снова и снова, и склоню свою голову в смирении и послушании. Я подойду к Вишну, ощущая доброту и расположение его преданных. Через пение священной мантры я упрошу принять меня как своего слугу, чтобы я мог полностью погрузиться в блаженство служения и ничего больше, и полностью предаться на Его милость.

## Гуру-парампара
Корни шри-вайшнавизма уходят в ведическую традицию. Доказательством тому служит использование гимнов Вед в ритуальном служении. В частности, знаменитая Пуруша-сукта, или Гимн [космическому] человеку, из «Ригведы», в котором описывается творение Вселенной, цитируется в ритуалах шри-вайшнавизма. Вишну-Нараяна в ней отождествляется с первоначальным космическим человеком Пурушей. Наряду с Шри-суктой и Нараяна-суктой гимн повторяется на пудже Вишну. Ведические корни прослеживаются и в сочинениях святых поэтов альваров, которые использовали ведические образы и понятия.
Представление об истории шри-вайшнавизма почерпнуты из жизнеописаний учителей и подвижников, храмовых записей, объектов искусства и архитектуры, а также из философской литературы, созданной последователями. Передача духовного знания происходила по гуру-парампара (IAST: guruparamparāpra) — непрерывной линии преемственности от учителя к ученикам. Наиболее известная агиография «Гуру-парампара-прабхавам», или «Слава преемственности учителей» (IAST: Guruparamparāprabhāvam), составленная в XIII веке Пинпалакья Перумал Джияром (IAST: Piṉpaḷakiya Perumāḷ Jīyar), начинается с рассказов об альварах, а затем переходит к первому учителю Натхамуни.
Альвары были вдохновлены Лакшми на поэтические сочинения в честь её супруга. Любовь к Вишну нашла наивысшее проявление в Наммальваре. Потрясенный глубиной и совершенством поэтических чувств, Натхамуни посвятил свою жизнь собиранию стихов альваров. Через поэзию Натхамуни получил богооткровение и считается первым ачарьей шри-вайшнавизма. Таким образом, традиция формально ведет свою историю с начала X века. Следующим крупным ачарьей считается Ямуна или Ямуначарья (IAST: Yāmunācārya), известный как Алавандар, или «Тот, кто пришел к власти» (IAST: Āḷavantār). Он первым описывал любовную поэзию альваров языком философии, ему же принадлежат ранние сочинения на санскрите, положившие начало шри-вайшнавской литературе. Ямуна написал стотры (панегирики) в честь Вишну и Лакшми, несколько философских трактатов, а также краткий комментарий к «Бхагавадгите». Его ученик Рамануджа, которого Ямуна при жизни так и не встретил, стал самым выдающимся учителем традиции.

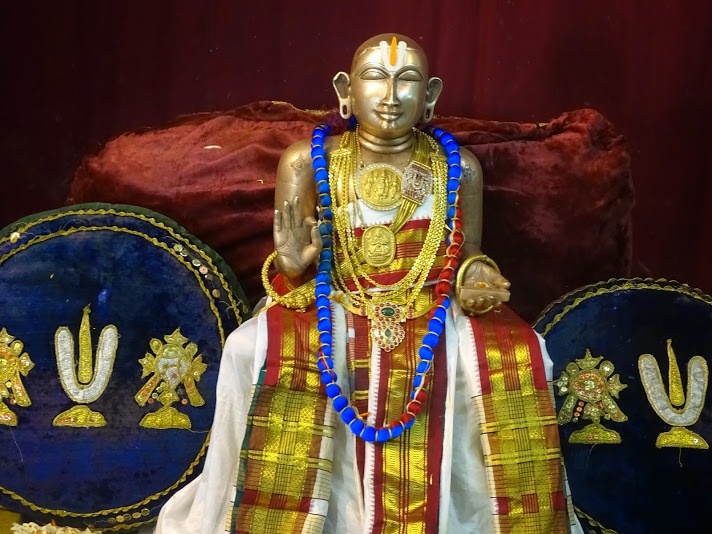
Венкатанатха (Ведантадешика), основатель северной школы вадагалаи

Рамануджа в молодости жил при храме Вишну в облике Варахи в Канчипураме и выполнял обязанности брахмана. В зрелые годы он перебрался в Шрирангам, где служил Вишну в облике Ранганатхи. В течение жизни Рамануджа много путешествовал, посетил Кашмир на севере и другие священные места Индии. Подвижнику пришлось иметь дело с веронетерпимыми правителями-шайвами, а также ортодоксальными брахманами, предпочитавшими формальные ритуалы и жесткие социальные правила. В результате преследований правителя из династии Чола Раманудже пришлось покинуть Шрирангам. В княжестве Майсор он получил убежище у раджи Биттидева Хойсала. После того, как ему удалось вылечить дочь Биттидевы, раджа сменил свою веру с джайнизма на вайшнавизм и получил новое вайшнавское имя. Рамануджа занимался активной деятельностью и основал в Южной Индии большое число святынь и мест поклонения Вишну. Когда политическая обстановка улучшилась, Рамануджа смог вернуться в 1120 году в Шрирангам. По традиции считается, что Рамануджа покинул своё тело в возрасте 120 лет. После себя он оставил административную реформу управления храмами, новый порядок богослужения и несколько письменных работ. Его образ жизни и мыслей, а также многочисленная община последователей заложили основы шри-вайшнавской философии и практики. Считается, что после себя Рамануджа оставил 12 тысяч учеников, 700 монахов и 74 духовных наставника.

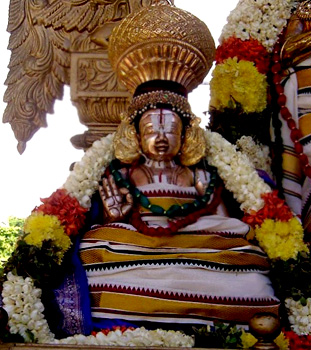
Пиллаи Локачарья, создатель южной школы тенакалаи

Любовь Рамануджи к Вишну досталась в наследство большому числу талантливых преемников. Некоторые из них приняли обеты саньяси и отреклись от мирской жизни. Однако Рамануджа приближал к себе не только людей, склонных к монашеской жизни. Он обладал даром определять выдающихся личностей, которые могли распространять любовь к Вишну. Считается, что Рамануджа инициировал несколько десятков учеников из числа домохозяев. Они стали духовными лидерами, получили право обучать и объяснять священные тексты, а также посвящать людей в шри-вайшнавы. Молодое шри-вайшнавское сообщество формировалось вне зависимости от социального положения его участников.
Первыми лидерами общины в Шрирангаме стали Тируккурукайппиран Пиллан (IAST: Tirukkurukaippirān̠ Piḷḷān̠), двоюродный брат Рамануджи, и Парашара Бхатар (IAST: Parāśara Bhaṭṭar), сын близкого ученика Рамануджи. Прямые наследники Рамануджи составили свои комментарии к произведениям Наммальвара, которого Рамануджа почитал больше остальных альваров. Среди прямых учеников выделялись Нанджияр (IAST: Nañjīyar), Перьявачанпиллаи (IAST: Periyavāccān̠piḷḷai) и Ватаккуттирувитипиллаи (IAST: Vaṭakkuttiruvītippiḷḷai).
Расцвет шри-вайшнавской философии произошёл между XII и XIII веками. Сформировались два основных духовных центра в Шрирангаме и Канчипураме. Их лидеры, Пиллаи Локачарья (1205—1311) и Венкатанатха (1268—1369) благодаря своим неординарным талантам и литературным способностям создали большой массив философских трудов. В то же время их активная деятельность привела к расхождениям во взглядах на природу освобождения души и способы её достижения. В центре внимания находилась жизнь и творчество Наммальвара, природу которых обсуждали преемники первых ачарьев. Одни считали, что Наммальвар заслужил милость Вишну благодаря своей любви, другие полагали, что освобождение Наммальвара произошло благодаря милости Вишну. В результате возникло две школы или второстепенных традиций шри-вайшнавизма. Одну из них во главе с Пиллаи Локачарьей и Манавала Мамуни (1370—1443) стали называть «тенакалаи» (IAST: Ten̠kalai, «южная школа» в Шрирангаме), а другую, с лидером Венкатанатхой, — «вадагалаи» (IAST: Vaṭakalai, «северная школа» в Канчипураме). Философские, ритуальные и социальные различия обоих школ всё ещё продолжают существовать. По традиции на Манавала Мамуни завершилась эпоха великих ачарьев, начавшаяся с Натхамуни.

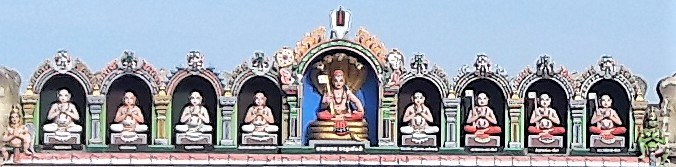
Гуру-парампара: ачарьи шри-вайшнавизма

### Пундра-санскара

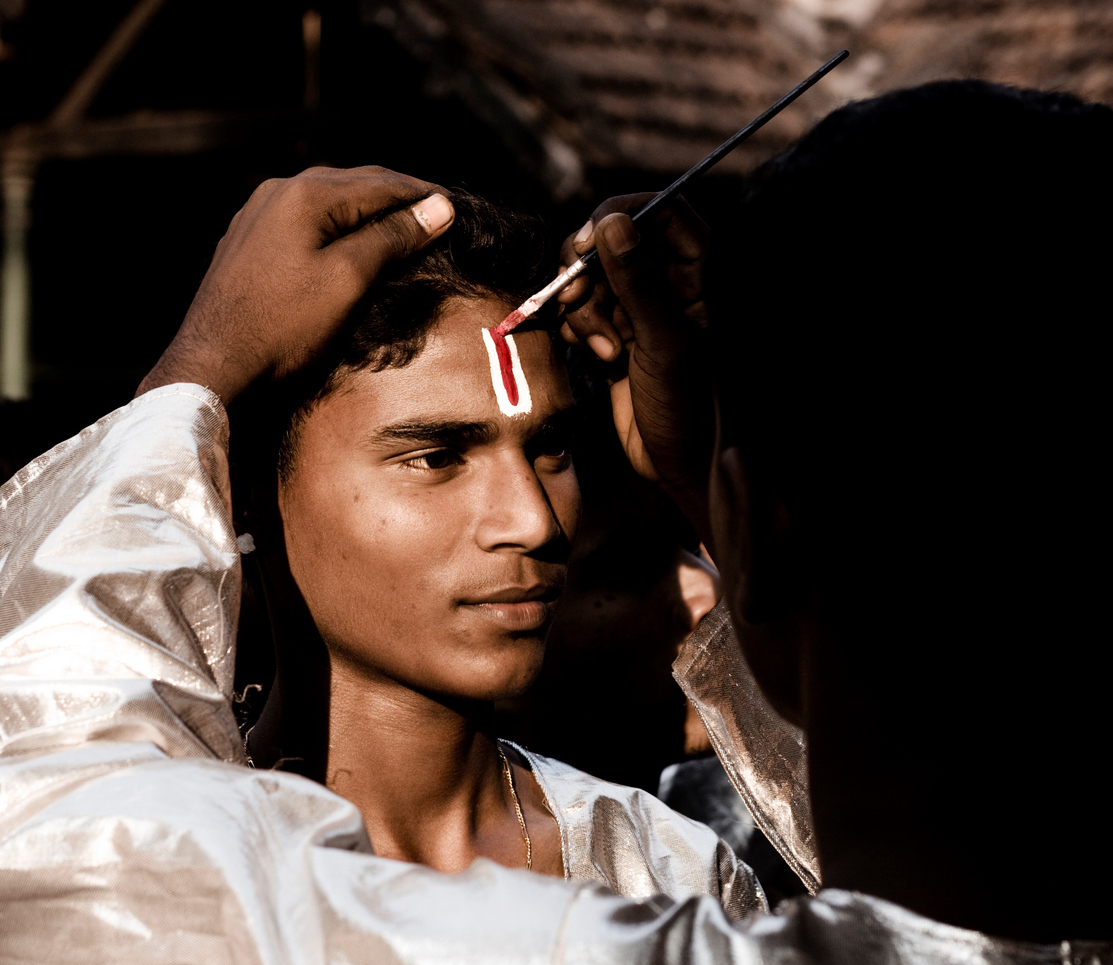
Нанесение урдхва-пундры на лбу

### Пуджа Вишну

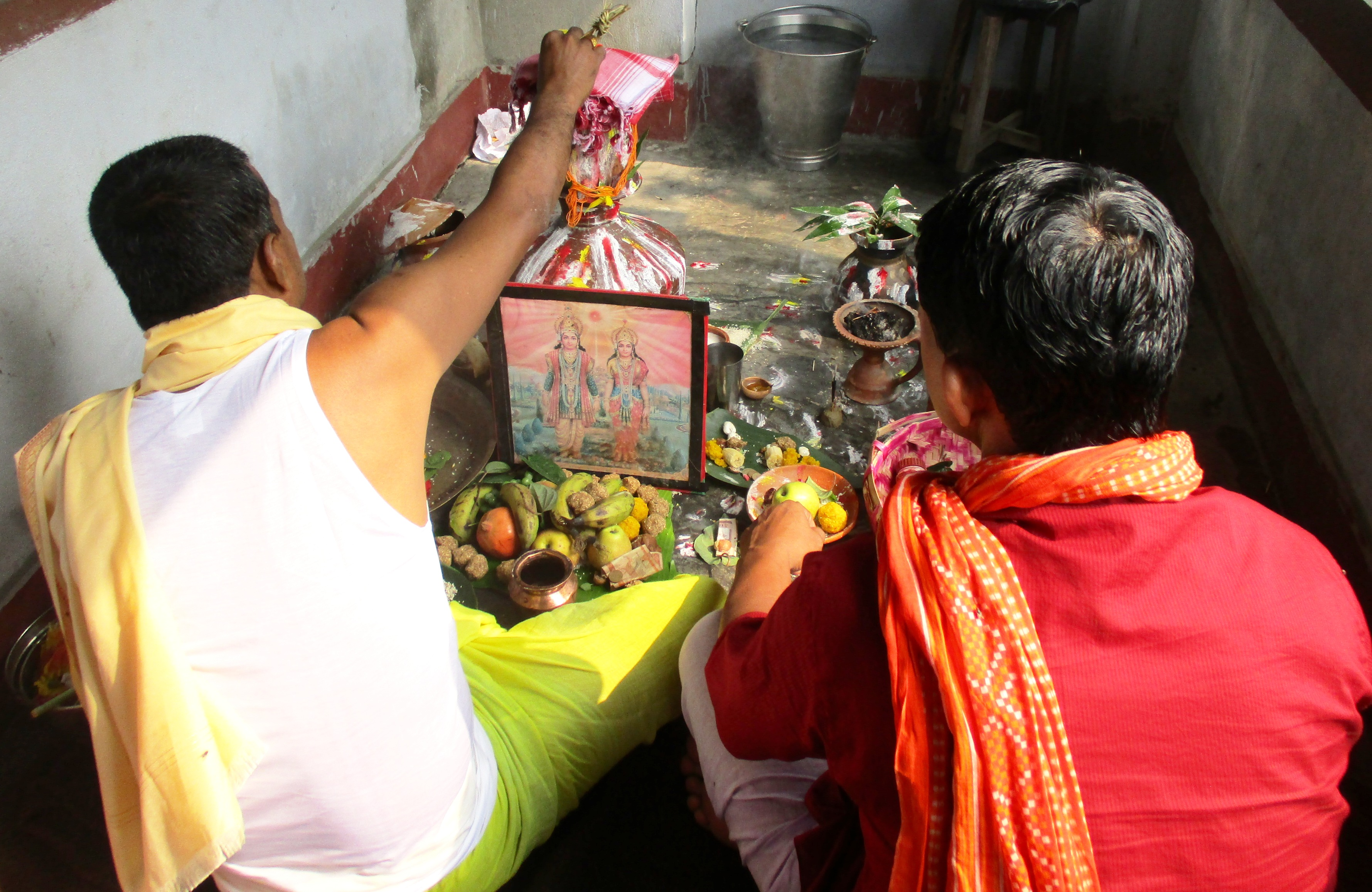
Проведение пуджи Вишну в домашних условиях

### Йогические практики

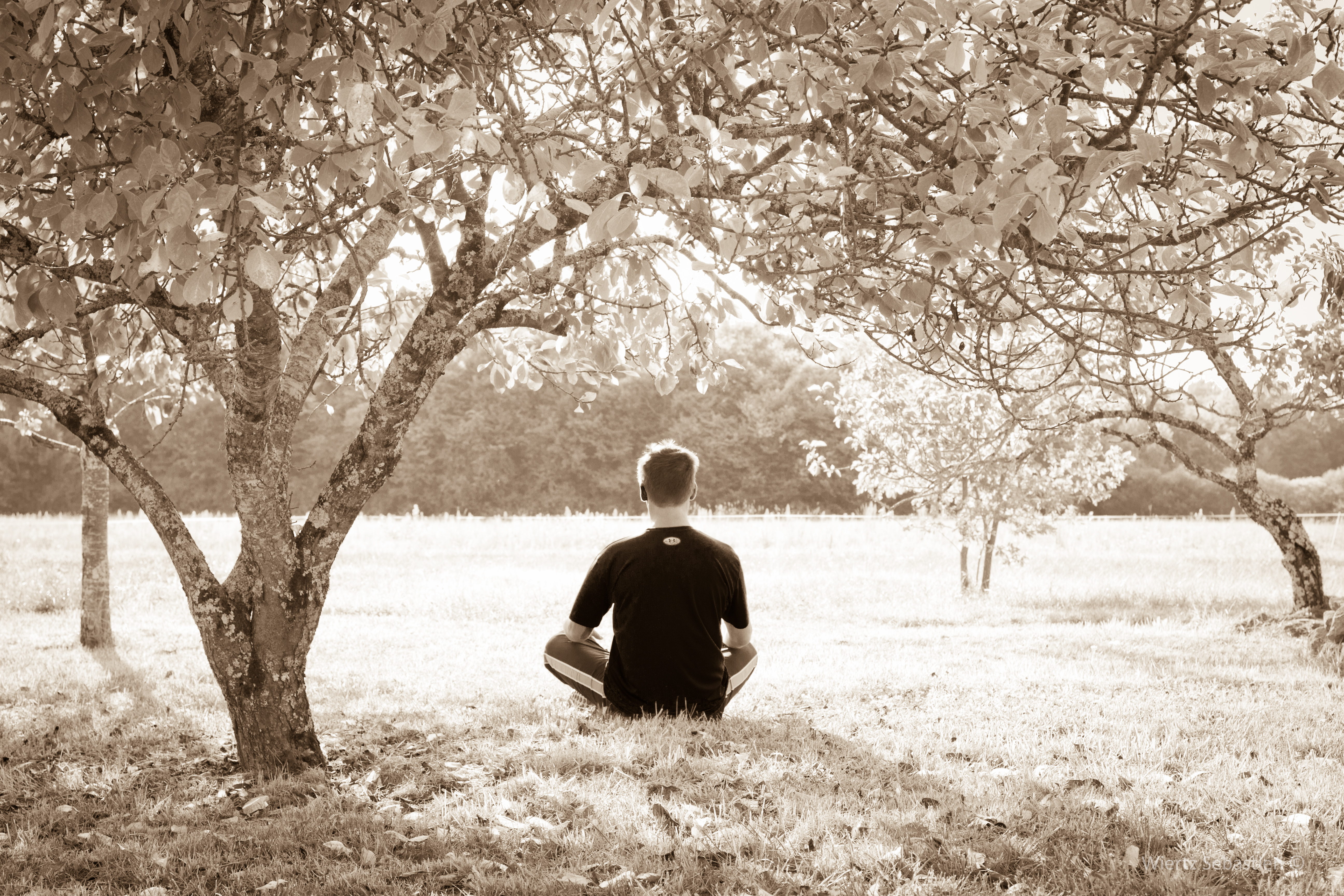
Контроль за своим состоянием составляет основу йогических практик

### Джапа

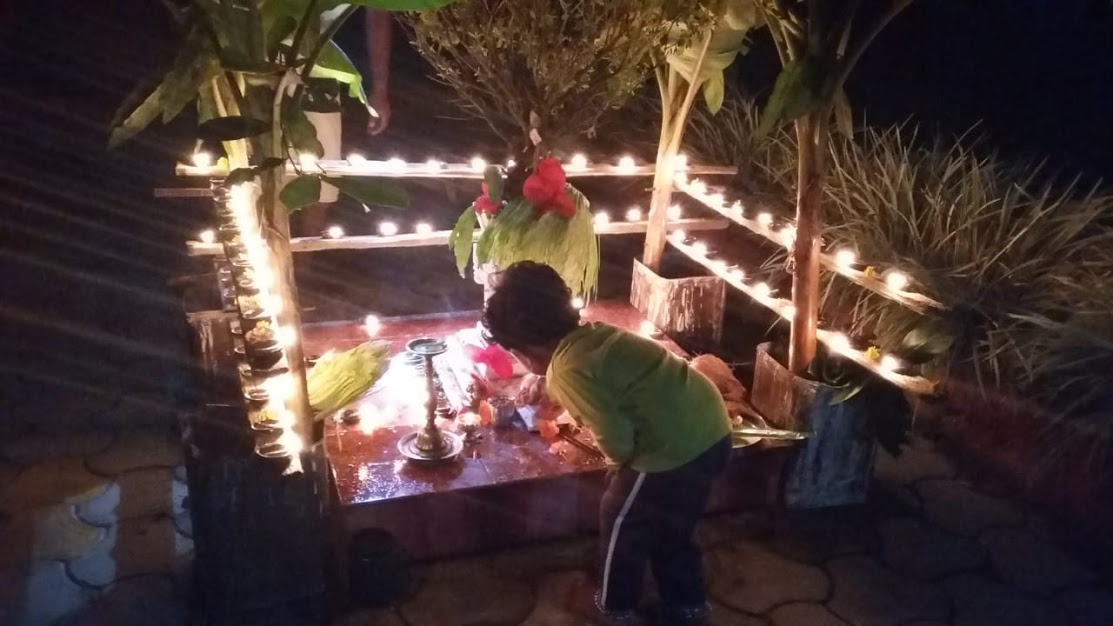
Туласи почитается как священное и излюбленное дерево Вишну: мальчик проводит пуджу украшенному масляными лампами туласи. Карнатака, 2019 год

### Простые практики

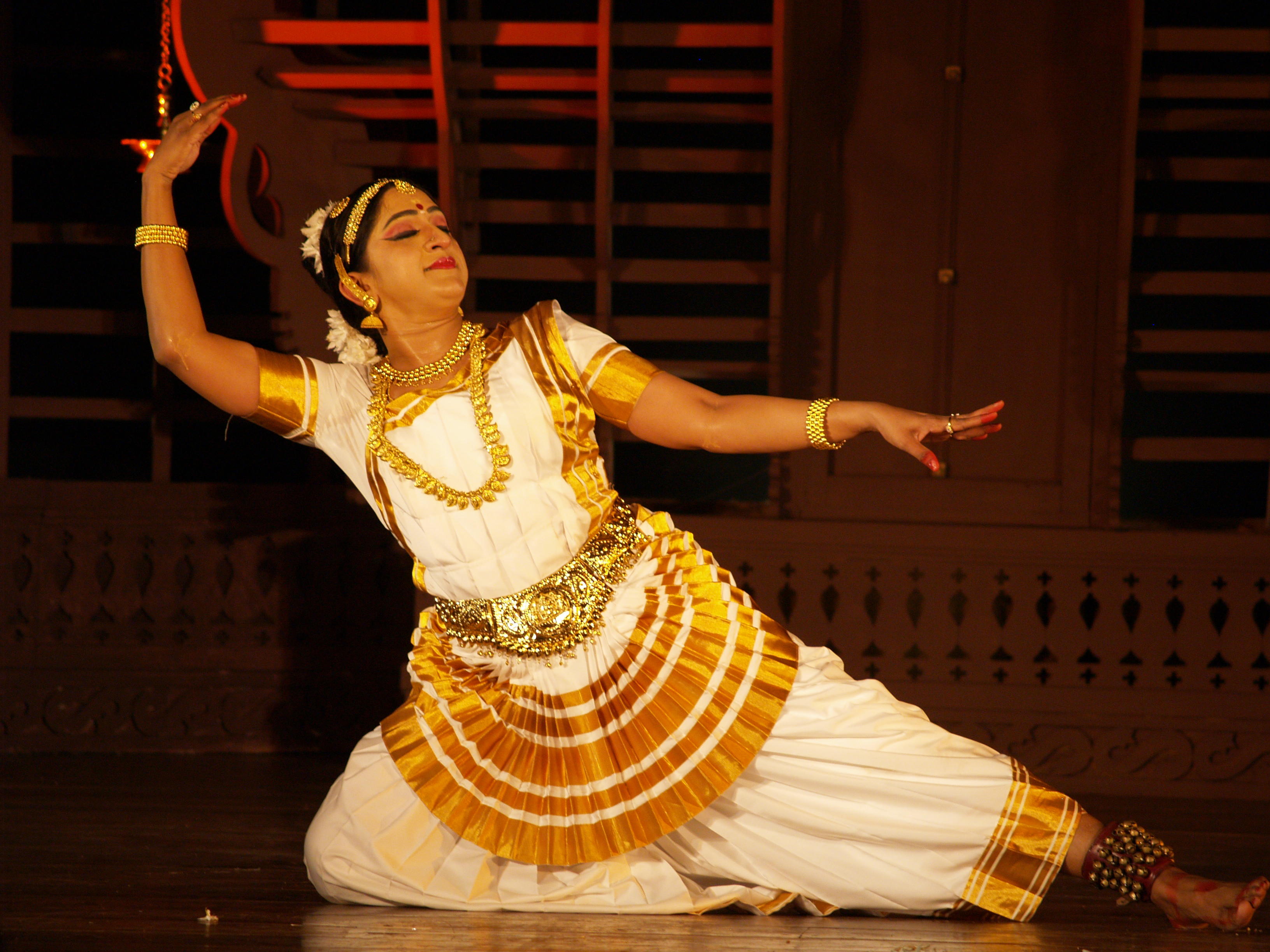
Исполнительница классического танца в стиле мохини-аттам, названного в честь аватары Вишну Мохини, изображает Вишну в положении Ананта-Шаяна

## Вишишта-адвайта

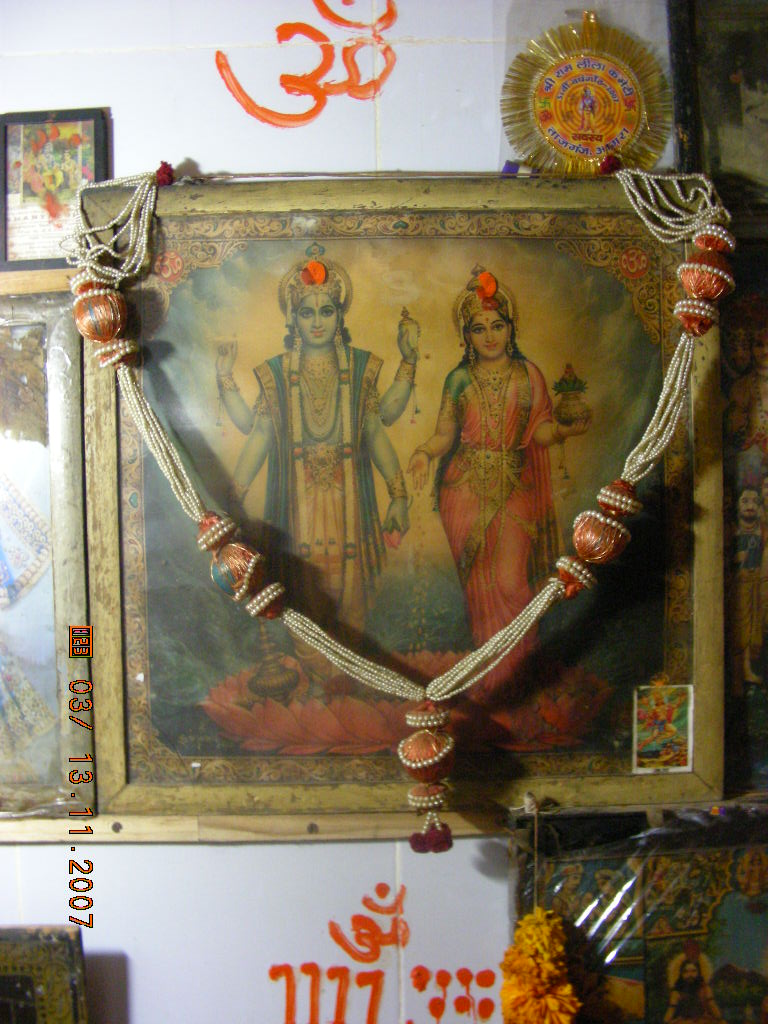
Домашний алтарь с изображениями Вишну и Лакшми

В основе шри-вайшнавизма лежит философия вишишта-адвайты. Её оригинальная идея заложена Натхамуни и разъяснена Ямуначарьей на примере поэзии альваров. Раманудже принадлежит заслуга теологического обоснования вишишта-адвайты и её распространения через проповеди и духовные практики. В качестве доказательств он ссылался на древнюю традицию Брахма-сутр, что обеспечило преемственность вишишта-адвайты как философии Веданты.
Вишишта-адвайта — это «адвайта», или единство Господа Вишну, с «вишешей», или своими атрибутами. Вишишта-адвайту называют качественным недуализмом, атрибутивным монизмом или панорганизменным монизмом. Согласно философии вишишта-адвайты существует только Вишну, а все остальное в виде проявленного мира является атрибутом или проявлением Вишну. Божественная душа (Параматма) и человеческая душа (дживатма) едины, не тождественны, однако тесно связаны между собой. Мироздание строится на трёх принципах: Высшее существо (Ишвара), душа (чит) и не-душа (ачит). Высшее существо представлено Вишну, души — индивидуальными духами, а не-душа — видимым миром. В проявленном мире они вместе сосуществуют и отличны друг от друга. Нараяна или Вишну, Верховный Господь, наделён всеми благоприятными качествами, такими как всеведение (джняна), сила (бала), владычество (айшварья), постоянство (вирья), энергия (шакти) и сияние (теджас). Вишну наполняет и любит все души. Благодаря своим качествам Вишну может даровать спасение душе, находящейся в бесконечном круге перерождения и смерти (сансаре), полном страдания и болезней.

### Освобождение души

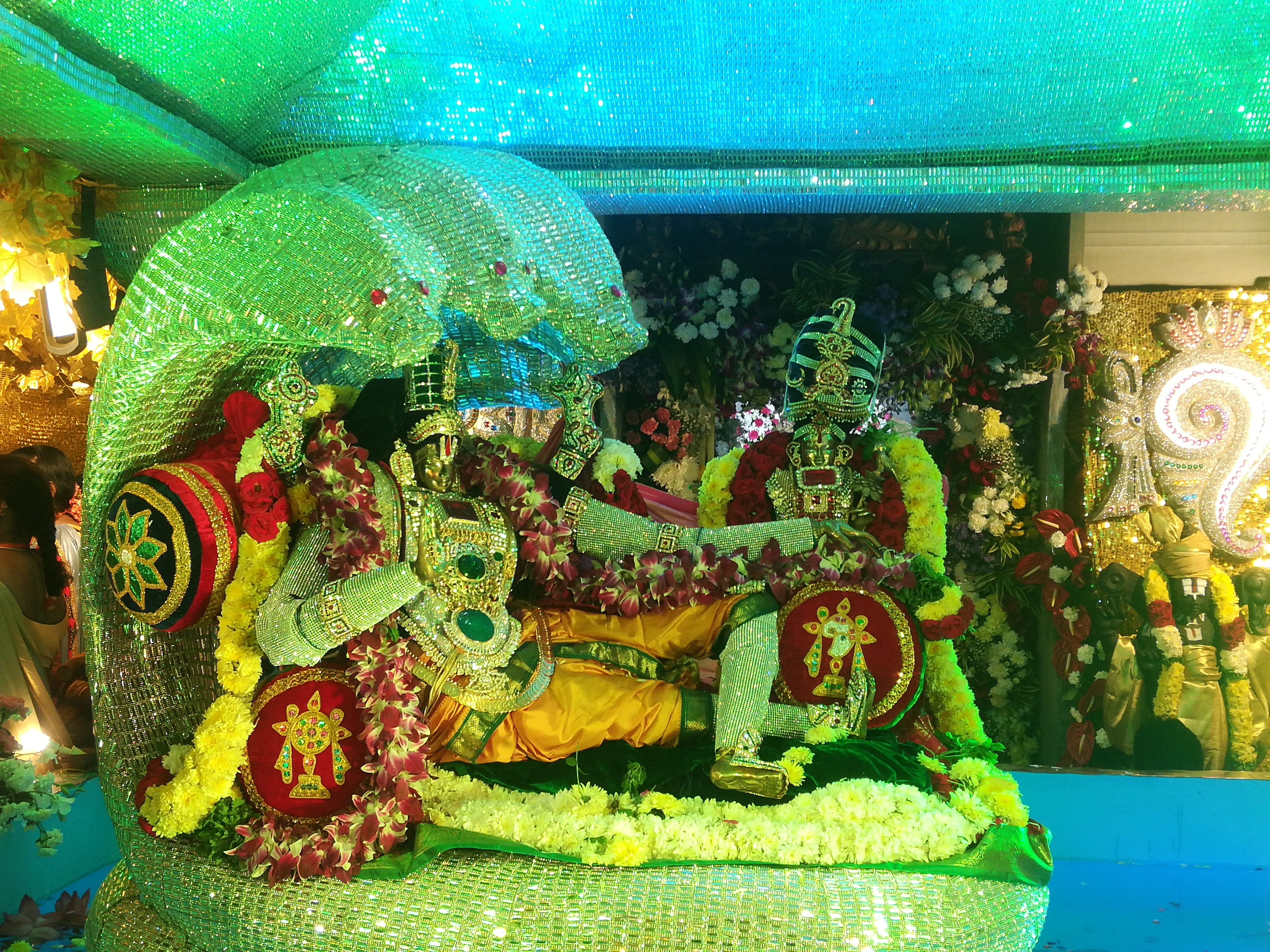
Богато украшенное мурти Вишну, лежащего под капюшонами Шеши, у стоп которого находится Лакшми

Спасение могут получить только те души, кто ищет и идёт к Вишну. Душа нуждается в личном, персонифицированном Боге, которого она может чувствовать и любить. Вишну предстает в облике исполненного блаженства Ранганатхи, исполняющего желания Венкатешвары, лотосоподобного Падманабхи и др. Личный Господь, в отличие от обезличенного абстрактного Бога, или Ниргуна Брахмана, может быть близок и даровать спасение. Это объясняет, почему в вишишта-адвайте философия адвайты считается ложным путем, не заканчивающимся освобождением. В вишишта-адвайте отвергается иллюзорность материального мира. Высшая реальность включает как видимый, так и невидимый миры.
Для освобождения душа должна культивировать любовь к Вишну (бхакти), обрести с ним близкие отношения и предать себя на его милость (прапатти). Освобождение дарует душе вечное пребывание рядом с Вишну в его обители на Вайкунтхе, исполненное блаженства. Подобно тому, как Параматма, или Верховный Господь, является личным и индивидуальным, джива, или душа, также является личной и индивидуальной по своей природе. Джива — вечная и неизменная, она не рождается и не умирает, поэтому после обретения освобождения душа не растворяется в обезличенном Брахмане.
В шри-вайшнавской традиции души живых существ могут быть нитья (вечные), мукта (свободные) и баддха (обусловленные). Вечные души всегда свободны и никогда не имели привязанностей. Они всегда пребывают с Вишну на Вайкунтхе. Освобождённые души когда-то находились в плену сансары, однако после освобождения поднялись к Вишну на Вайкунтху. Наконец, обусловленные души всё ещё находятся в сетях сансары. Вишну ожидает их появления на Вайкунтхе, когда они закончат свои земные игры. Освобождение души происходит, когда через любовь к Вишну она достигает мира блаженства и наслаждения, то есть Вайкунтхи. Там она навсегда останется в удовлетворённом и безмятежном состоянии рядом с Вишну. В раю душа пребывает с Вишну, наслаждаясь его обществом, играми и любовным служением.
Стопы Дамодары (Верховного Господа) — единственная цель, которую достигают те, кто следует путем бхакти...Наммальвар

### Близкие отношения с Вишну
Пребывание с Вишну на Вайкунтхе с чувством удовлетворения, счастья и благополучия возникает благодаря культивированию с ним близких отношений. Вишну дарует полноту жизни, включая все четыре цели человеческой жизни, называемых «пурушартха» — процветание, наслаждение, добродетельное поведение и, в конечном счете, освобождение в мире без забот и тревог. Освобождения возникает благодаря тому, что у души (дживы) складываются с Вишну личные отношения. Они не являются чем-то необычным и сродним тем, что возникают у любого влюбленного. Альвар Кулашекхара описал примеры близких отношений в поэме «Перумал-тирумоли», посвященной Вишну в обликах Рамы и Кришны. В каждом из стихов поэмы альвар отождествлял себя с кем-то (чем-то), кто близок к Вишну. Всего Кулашекхара описал девять чувств, получивших название «Девять типов отношений» (Nava Vidha Sambandham).
К Вишну можно относиться как к заботливому божественному родителю (Pitha-puthra). Он же воспринимается как супруг, за которого душа выходит замуж (Barthu-Barya). С супружеских отношений начинается сладостное чувство взаимной любви «мадхурья-раса», создающее влюблённое настроение «наика-бхава». Вишну защищает преданные ему души от невзгод (Rakshya-Rakshaka). Как лечащий врач он знает и исцеляет душу от страданий (Jnyanathru-Jnyeya). Душа полностью зависит от милости Вишну, которую тот неизменно проявляет — благодаря чему Господь предстаёт как первопричина, поддерживающая жизнь (Adhara-Adhera). Вишну как Солнце, под тёплыми лучами которого душа наслаждается и расцветает словно лотос (Bogya-Bogthrutva). Тёмноликий подобен дождевой туче, благодаря которому душа прорастает словно зёрна (Sharira-Atma). Она всецело зависит от Вишну, желаниям которого душа подчиняется и освобождается от собственных привязанностей (Seshan-Seshi). Наконец, душа подобна богатству, а Вишну — его хозяин, сберегающий своё сокровище (Swa-Swami).
Кулашекхара мечтал быть связанным со священной обителью Вишну на холмах Тирумалы в любом качестве. Он представлял себя птицей в священных лесах, рыбой в прудах, цветком у лотосоподобных стоп Вишну или даже ступенькой в его храме, чтобы преданные Вишну ставили на него свои стопы. И поныне ступени, ведущие в храм Вишну, именуют не иначе как «Кулашекхара пади» (Kulasekara padi), то есть «ступень Кулашекхара». В благодарность среди шри-вайшнавов Кулашекхара почитается как воплощение драгоценного камня Каустубха, висящего украшением на груди у Вишну.
Чтобы отношения обрели полный образ, Кулашекхара в «Перумал-тирумоли» отождествляет себя с близкими спутниками аватар Вишну. Он чувствует себя гопи, влюблённой в Кришну, а также его матерью Деваки, скучающей по детским играм Кришны. Альвар вживается в образ матери Каушалья, поющей колыбельную для своего Рамы. Наконец, он переживает чувства отца Дашаратхи, страдающего от разлуки с сыном Рамой. Все его чувства предстают тёплыми отношениями к личному Богу, имеющими мало общего с абстрактной Высшей реальностью адвайты или наполненной покоем нирваной в буддизме. Отношения с Вишну складываются естественным образом, без особой причины. Ведь души наполнены любовью к Вишну и не могут её не испытывать. Все виды мирских взаимоотношений возникают из-за временных причин. Отношения с Вишну не могут исчезнуть ни по желанию души, ни по чьей-либо воле, ведь они состоят из взаимной божественной любви, находящейся вне времени и пространства.

## Северная и южная школы
Шри-вайшнавизм имеет различные ответвления, однако деление на северную («вадагалаи») и южную («тенакалаи») школы остаётся основным. Буквальный перевод «вадагалаи» — «северная культура», в то время как «тенакалаи» — «южная культура». Слово «калаи» (kalai) означает язык, средство выражения культуры. Последний из альваров Тирумангай использовал слова «вадагалаи» и «тенакалаи» в песнях для обозначения санскрита и тамильского языков. Вадагалаи означает «северный язык», то есть санскрит, а тенакалаи — соответственно, южный, тамильский язык.
Формирование обеих школ и расхождение во взглядах происходило постепенно, на протяжении десятилетий, если не столетий. Водораздел между ними во многом достаточно условен. Считается, что вадагалаи больше предпочитает литературу на санскрите, в то время как тенакалаи — произведения на тамильском языке. Хотя многочисленные богословские комментарии представителей обеих школ писали на двух языках. Две школы гордятся своим двойным наследием Веданты («убхая-веданта»).
Философия обеих школ отличается оттенками взаимоотношений с Вишну. Северную школу иногда именуют «школой обезьяны», в то время как южную — «школой кошки». Эпитеты прижились в период позднего шри-вайшнавизма и отражают особенности пути бхакти. Считается, что Вишну заботится и спасает своего преданного подобно тому, как кошка-мать берёт своего котенка и уносит в безопасное место без какого-либо участия со стороны детёныша. Эта аналогия спасения получила название «марджараньяя» (IAST: mārjāranyāya) и популярна у тенакалаи. Напротив, в вадагалаи душа взывает к милости Вишну подобно тому, как детёныш обезьяны цепляется за свою мать. И Вишну может пойти навстречу, после того как душа предается ему и использует предание на божественную милость как предлог спасения души. Эта аналогия спасения получила название «маркатаньяя» (IAST: markaṭanyāya). Различия в поведении кошки и обезьяны популярны для объяснения школ, однако доводы, представленные ачарьями, носят более тонкий и сложный характер.

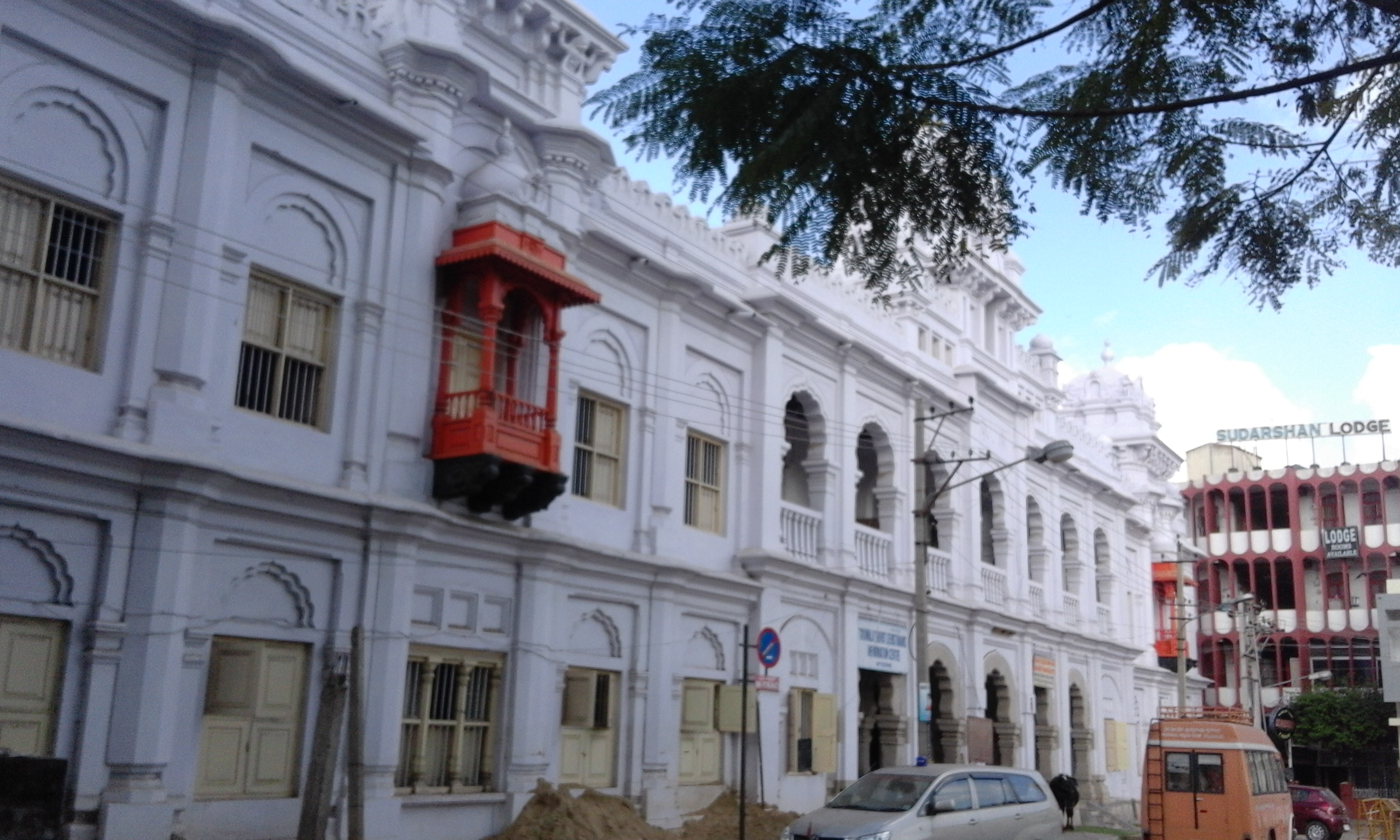
Паракала матх в Майсуре
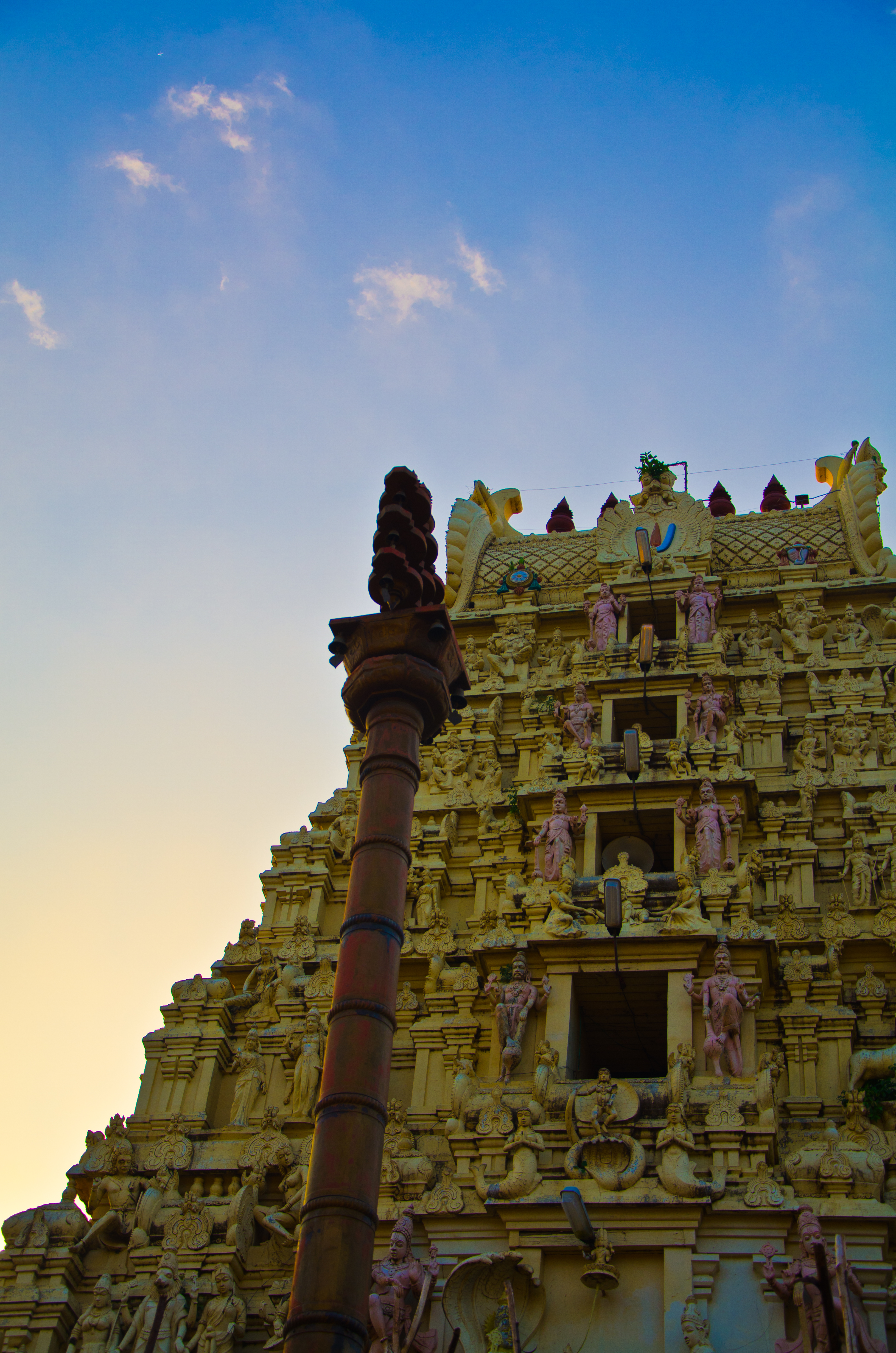
Храм Ахобилам матха, верхний Ахобилам в горах Налламала
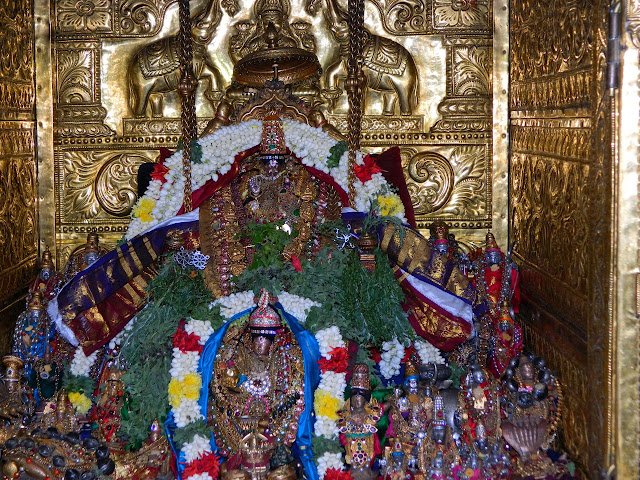
Образ Лакшми-Нарасимхи в цветочных гирляндах, Ахобилам матх

Обе школы имеют географическое распределение. Первые учителя вадагалаи проживали, преимущественно, в Канчипураме, что продолжалось вплоть до XIV века. Затем активность частично переместилась в лесные горы Ахобилама, где почитают Нарасимху. Как Канчипурам, так и Ахобилам находится на северных границах Южной Индии. Последователи тенакалаи традиционно сильны в Шрирангаме, хотя их проживание далеко не ограничивается южной частью территории тамилов. Условное географическое распределение обеих школ отчасти объясняет их популярные названия.
Формирование школ было невозможно без появления своеобразных монастырей, где культивировалась философия и оттачивалась духовная практика. Развитие сети монастырей шри-вайшнавизма началось после XIV века во многих уголках Южной Индии. Канчипурам, а затем и другие районы Андхра-Прадеша стали местами, где преобладает вадагалаи. Старейшим монастырем вадагалаи является Паракала матх, основанный в 1378 году и расположенный в настоящее время в Майсуре. К известным монастырям относятся также Ахобилам матх в Ахобиле, основанный Ативаном Сатакопаном (1379—1458); Шрирангам Шримад Андаван Ашрам со штаб-квартирой в Шрирангаме; и Пундарикапурам Шримад Андаван Ашрам в Шрирангаме. Представители тенакалаи в основном закладывали монастыри на юге Тамилнада. Крупнейший монастырь тенакалаи располагается в Ваннамамалаи (IAST: Vān̠amāmalai Maṭam). Его первым главой был Шри Ванамамалаи Перья Рамануджа Джияр Свами (IAST: Śrī Vānamāmalai Periya Rāmānuja Jīyar Svāmī, тамил. Pon̠n̠aṭikkaḷ Jīyar), ученик Манавала Мамуни, живший в XV веке. Монастырь в Ваннамамалаи имеет около 83 филиалов в Индии и Непале. Монастыри тенакалаи располагаются также в Шриперумбудуре и Тирукойлуре. В некоторых монастырях предпочтение отдают определённому облику Вишну. Божеством Ахобилам матха является аватара Вишну в облике Нарасимхи, или человека-льва, защищающего своих преданных. В святилище Ахобилам матха Нарасимха находится вместе со своей супругой Лакшми. В Паракала матхе почитают Хаягриву, в котором Вишну воплотился как защитник духовного знания.
Матх мало похож на монашескую общину в христианстве или буддизме. Её лидером является духовный авторитет, ачарья, которому по линии преемственности от учителя к ученикам (парампара) основатель традиции передал ведение дел. Его уважительно называют гуру, ачарья, свами и джияр. Немногочисленное ядро общины составляют санньяси (люди, принявшие саньясу) — те, кто отказался от материальной жизни в пользу духовной. Вокруг общины формируется круг последователей, которые обеспечивают деятельность храма и группы санньяси. Община отвечает за обучение традиции, выполнение ритуалов и служение. В матхах изучается и преподается не только связанные с богословием предметы, но и светские дисциплины и искусства. За счет группы учеников община воспроизводит свой состав. Современные матхи выполняют широкий набор функций. К ним относится богослужение, безвозмездная помощь нуждающимся (кормление бедных и преданных), общественные ритуалы (свадьбы, фестивали и др.), материальное снабжение (возделывание храмовых земель), обеспечение работы храма (религиозная утварь и принадлежности, сады туласи), просветительская деятельность и обслуживание паломников. Таким образом, матх представляет отнюдь не сообщество аскетов, а скорее группу семейных учеников ачарьи, который становится санньяси после того, как его выбрали возглавить матх. Ачарьи совершают ритуалы прапатти, дают духовные благословения, читают курсы лекций и делятся практическими советами в поездках по стране.
Теология и духовная практика северной и южной школ.
| Предмет дискуссии                     | Вадагалаи | Тенакалаи |
| ------------------------------------- | --- | --- |
| Любовь Вишну                          | Любовь и милость Вишну ничем не обусловлены, они не имеют цели. Однако они проявлены только к душам, готовым принять любовь Вишну. Божественная любовь изливается на тех, кто идет за ней.       | Любовь и милость Вишну ничем не ограничены и безусловны. Для их проявления не требуется усилий со стороны преданного. Вишну беспричинно прощает все ошибки, поскольку любовь является его природой.                          |
| Супруга Лакшми                        | Лакшми вечная и безграничная, однако она отлична от Вишну. Лакшми может даровать освобождение. Любящая пара Лакшми-Вишну представляет собой гармонию Высшей реальности.                          | Вишну и Лакшми — две ипостаси одного целого, однако Лакшми не равносильна Вишну. У Лакшми нет возможности освобождить душу, однако она может ходатайствовать за неё перед Вишну.                                             |
| Ньяса или прапатти                    | Обращение к Вишну за спасением в полной уверенности, что только он один удовлетворит чаяния души.                                                                                                | Разрушение невежества, иллюзии своей отдельности от Вишну и осознание полной зависимости от него. |
| Путь прапатти                         | Предание себя на милость Вишну является средством достижения спасения души. | Единственное, что нужно преданному — чувство полной зависимости от Вишну и предание себя на его милость. |
| Плоды прапатти                        | Вишну приобретает любовь души, душа получает благо в форме заботы, любовного служения ему. Поклонение Вишну приносит удовлетворение обоим.                                                       | Прапатти доставляет наслаждение Вишну. Преданный, отказавшийся от личных интересов и совершающий дела для Вишну, не заботясь о результате, не рассчитывает на плоды своих действий.                                          |
| Преобладающий язык                    | Санскрит, язык Вед, Упанишад и «Бхагаватгиты». | Тамильский, язык «Дивья-прабандха». |
| Средства спасения души                | Бхакти-йога и прапатти, остальные полезны для развития навыков. | Все четыре йоги (карма-йога, джняна-йога, бхакти-йога и ачарья-бхимана) могут быть независимыми средствами спасения. |
| Санкальпа (намерение)                 | Во время произнесения намерения исполняется молитва «Нараяна притьяртха». | Во время произнесения намерения исполняется молитва «Бхагават каинкарьярупа». |
| Мантра                                | Мантра может служить как средством избавления от недостатков (праяшчитта), так и способом познания Вишну. Визуализация Вишну и повторение мантры на пороге смерти помогают перейти на Вайкунтху. | Мантру следует практиковать на протяжении всей жизни, чтобы мысли о Вишну укоренились в уме. Без должной практики в момент смерти человек не сможет её воспроизвести из-за болезни, слабости или бессознательного состояния. |
| Исполнение «Дивья-прабандха»          | В состав стихов включается «Рамануджа Нуррандади». | Поэтический канон сохранен в первоначальном виде. |
| Паломничество                         | Посещение святых мест помогает освобождению души. | Паломничество не играет большой роли в обретении освобождения. |
| Тилака                                | Знак Лакшми в вайшнавской тилаке изображается жёлтым. | Знак Лакшми в вайшнавской тилаке изображается красным. |
| Роль ачарьи                           | Для освобождения души необходимы благословение ачарьи и божественная милость Вишну. | Ачарья может провести преданного на Вайкунтху. |
| Варна (каста)                         | Социальный статус играет определённую роль: учитель из низшей касты не может дать полноценное духовное знание.                                                                                   | Социальный статус не имеет значения: происхождение не может уменьшить духовность. |
| Милосердие Вишну                      | Вишну не может терпеть страдания своего преданного и проявляет к нему милость. Сам по себе Вишну как воплощение лучших качеств никогда не страдает.                                              | Милосердие — материнское качество Вишну. Даже несовершенство человека не является для него ограничением. Вишну прощает недостатки и получает удовлетворение от этого: «доша бхогья» — «Бог любит ошибки».                    |
| Ватсалья Вишну (родительское чувство) | Любовь не обусловлена и Вишну безразличен к ошибкам, совершаемым преданным. | Вишну «ухаживает» за недостатками преданного, избавляя его от них. |

## Ачарья-бхимана
Одной из отличительных особенностей шри-вайшнавизма является особая роль учителя в достижении освобождения членов шри-вайшнавского сообщества. Особенно это заметно в школе тенгалаи, где ачарья (учитель) может способствовать спасению шишьи (ученика). Путь спасения при поддержке ачарьи получил название «ачарья-бхимана» (IAST: ācāryābhimāna). Считается, что Рамануджа обрёл освобождение не только для себя, но и для всех будущих последователей, которые сохранили веру и любовь в Вишну по линии преемственности учителей. В течение первых двух поколений учеников Рамануджи ачарья рассматривался, главным образом, как уважаемый учитель и пример благочестия и преданности Вишну. Подобное традиционное понимание согласуется со священными писаниями и традициями. Учителю выражается почтение и благодарность, а сам ученик должен был избавиться от гордыни, чтобы ачарья наделил его необходимыми знаниями и научил практическим навыкам. Свою благодарность учителю Ямуначарье основоположник шри-вайшнавизма выразил в поэтическом комментарии к «Бхагавадгите»: «Я склоняюсь перед известным Ямуначарья, поскольку все мои ошибки были полностью уничтожены благодаря созерцанию его лотосных стоп и я пришел к достижению Высшей реальности».
По мере становления шри-вайшнавизма роль учителя как наставника укреплялась. Ачарья стал знающим посредником для развития практики предания на милость Вишну. Он призван показать правильный путь и не должен обладать эгоизмом, желанием богатства и влияния. Содействовать освобождению души может Лакшми, которая является воплощением сострадания Вишну, его любимой супругой и матерью всех душ. К Лакшми можно обратиться для заступничества и ходатайства перед Вишну. Таким образом, ачарья помогает ученику избавиться от недостатков и эгоизма, а Лакшми — устранить препятствия на пути освобождения, в частности, кармические последствия текущей и прошлых жизней. Лакшми убеждает Вишну проявить сострадание и простить несовершенства преданного или закрыть на них глаза, то есть проявить необусловленную милость. Приглашение Лакшми в качестве божественной заступницы стало одной из отличительных особенностей шри-вайшнавизма и нашло отражение в роли ачарьи, который как и Лакшми может помочь ученику.
В вадагалаи первоначальная роль учителя сохранилась. Венкатанатха видел Вишну как воплощение милосердия, который всегда идёт навстречу страждущему. Однако Вишну ждёт от преданного первого шага и обращения, чтобы даровать освобождение. Повод к спасению может принимать форму бхакти или прапатти. Прапатти выглядит проще, но и для него необходима внутренняя работа последователя над собой. Руководство ачарьи востребовано, чтобы ученик не ошибся и Вишну принял его. Ачарья ответственен за то, чтобы ученик выполнял все правильным образом. Более того, он может выполнить прапатти от имени ученика и вывести его из сансары одновременно с обретением собственного освобождения. Или же ученик может обрести освобождение самостоятельно, но под присмотром ачарьи. Таким образом, учитель необходим в обоих случаях. В качестве иллюстрации Венктанатха приводил историю одного из прямых учеников Рамануджи, который пояснял, что, хотя насекомые едут на спине льва, когда тот перескакивает через пропасть, не все они оказываются на другом краю. Венктанатха подчеркивал, что почитание учителя, проживание на территории храма, пение священных гимнов и текстов, а также дружба с другими вайшнавами не являются достаточными для спасения, если ученик не утруждает себя бхакти или прапатти. Современная практика вадагалаи в целом соответствует пониманию Венктанатхи. Прапатти представляет собой добровольный ритуал, выполненный ачарьей с участием ученика или самостоятельно ачарьей от имени ученика.
Жизнь пожилых шри-вайшнавов из вадагалаи исполнена ритуальным служением Вишну. Но ни их добрые дела, ни духовное знание, ни участие в богослужении не могут принести душе спасения. В конце жизни они совершают ритуал прапатти в знак пожизненного отказа от своих мирских чаяний в пользу божественной воли. Они торжественно просят Вишну о милости и выражают полную уверенность в её обретении. Для освобождения преданный не должен просить ни о чём другом. Идеальному преданию на милость Вишну непросто следовать, тем более что большинство верующих из всех слоев общества просят о Вишну и его супругу о всевозможных земных благах. По этой причине ритуал прапатти проводится ими ближе к концу жизни.
В школе тенгалаи взгляд на отношения между ачарьей и учеником заметно отличается. В южной школе роль учителя, его милости и любви к ученику заметно выше. Пиллаи Локачарья и Манавала Мамуни видели в учителе один из способов достижения освобождения. Если у ученика недостаточно понимания, способностей или духовного опыта, учитель может восполнить его недостатки. Предав себя на милость ачарьи, уверовав в его мудрость и силы, следуя его наставлениям, ученик может достигнуть Вишну. Ачарья является частичным воплощением Вишну, однако без его божественных всемогущества и всеведения. Таким образом, в тенгалаи учитель может представляться как средством, так и целью духовной практики. В отличие от Вишну, с которым у ученика могут не возникнуть близкие отношения необходимой глубины, ачарья всегда доступен и понятен.
В позднем шри-вайшнавизме Рамануджа как основатель и величайший учитель становится в школе тенгалаи «Чарамопая» (IAST: Caramōpāya) или высшим средством освобождения для всех вайшнавов. В нём видят источник спасения благодаря его собственному прапатти. Рамануджа предстает спасителем всех шри-вайшнавов вне времени и, в широком смысле, человеческого общества в целом. Спасительный образ Рамануджи возник благодаря последним сочинениям Манавала Мамуни, который уповал на Рамануджу и его ходатайство перед Вишну. В собрании предсмертных стихов «Арати Прабандхам» он просит Рамануджу пощадить и освободить его от бренного мира, чтобы он мог служить ему на Вайкунтхе. В школе тенгалаи роль спасителей, в конечном счете, имеют всего три фигуры: сам Верховный Господь Вишну, образец бхакти Наммальвар и Рамануджа. Примечательно, что последний почитается как основатель линии преемственности учителей, по которой милость Вишну может достигнуть всех шри-вайшнавов. Считается, что Вишну направил его для спасения своих преданных. Наммальвар жил непродолжительное время и не оставил прямых учеников, в то время как дерево, политое Рамануджей любовью к Вишну, разрослось и принесло множество плодов.

### Любовная поэзия альваров

Мурти альваров в храме Шриниваса Перумал в Теннери (Тамилнад)
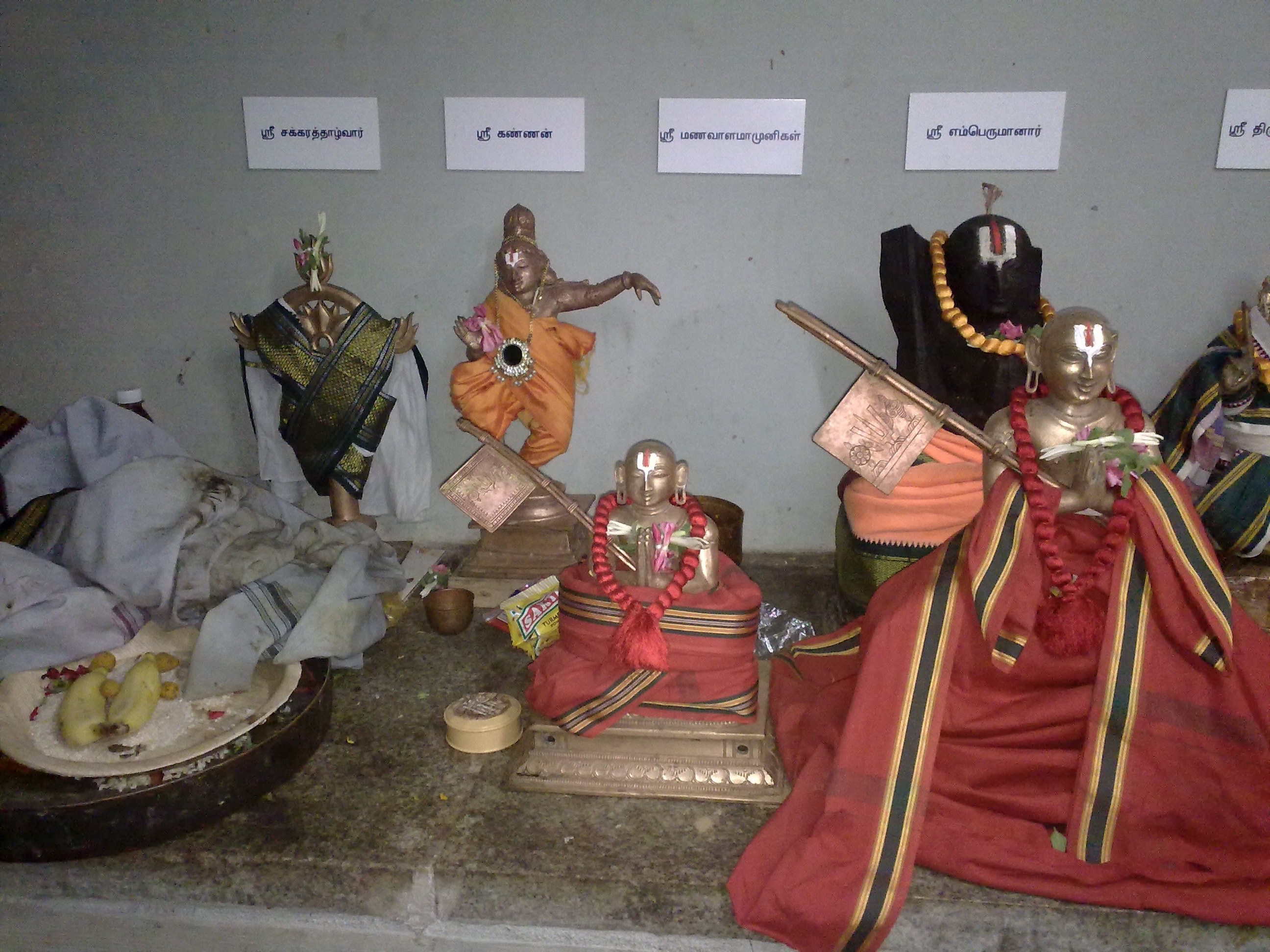
левая часть общего вида
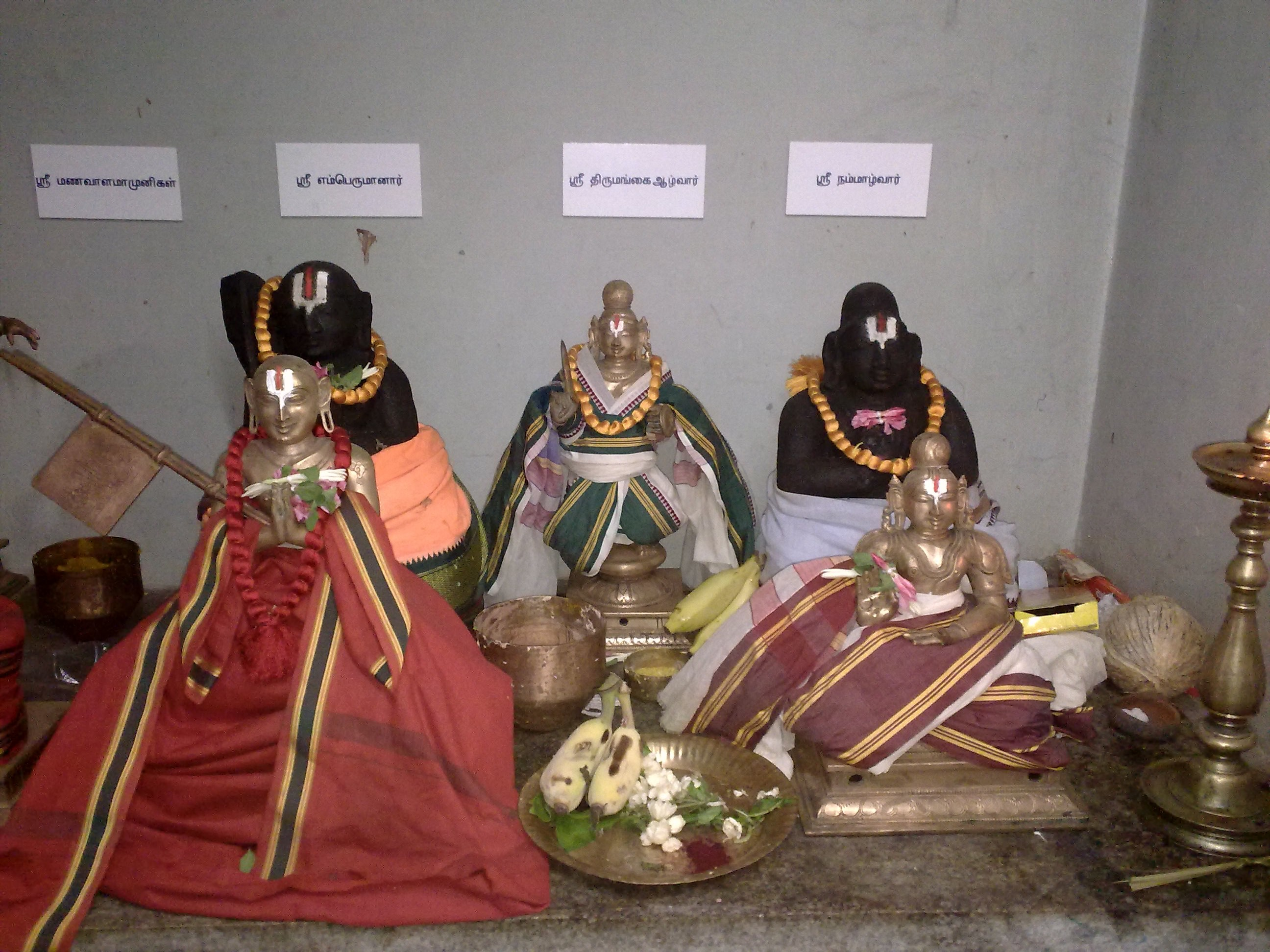
правая часть общего вида
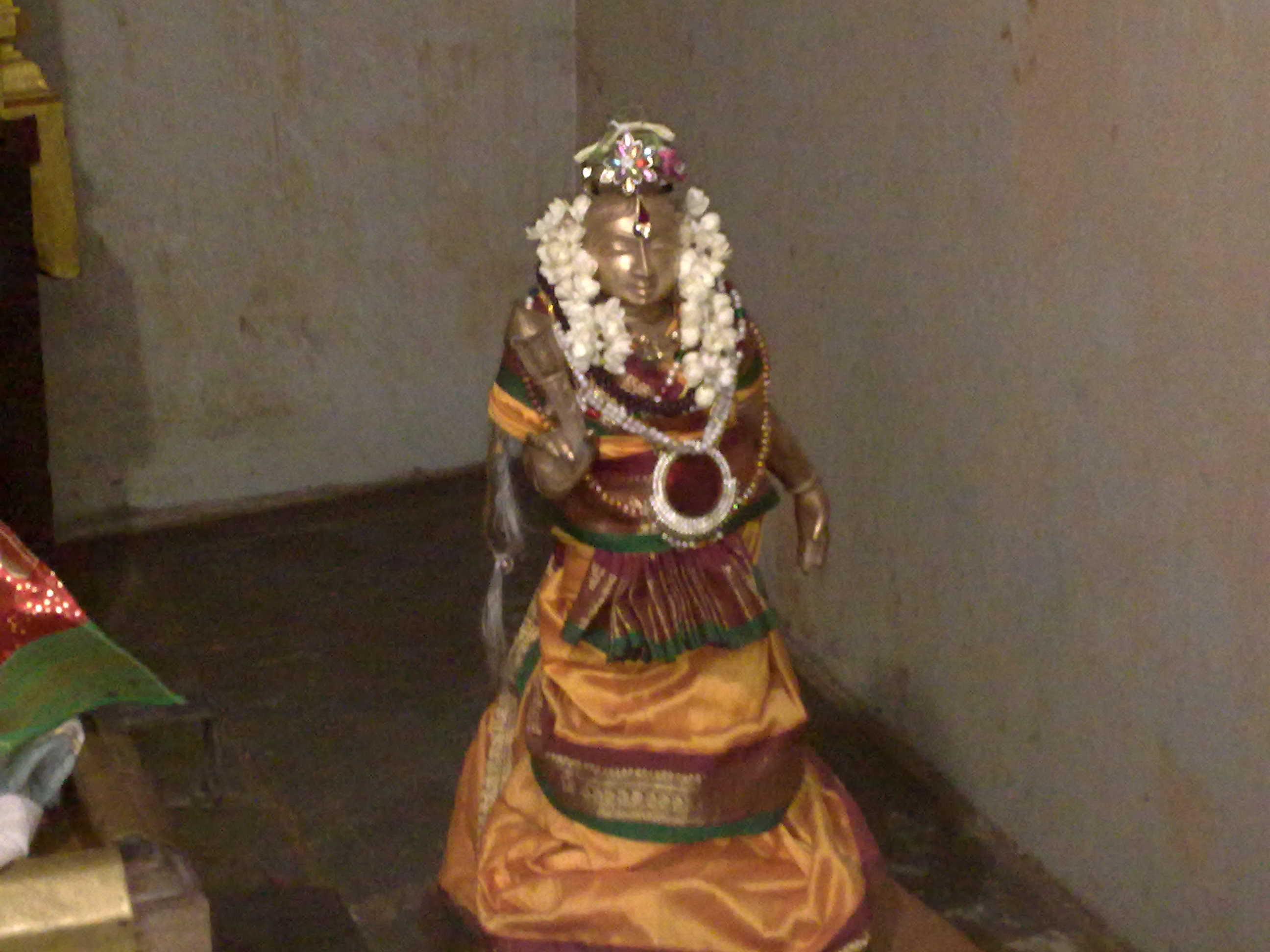
Андаль

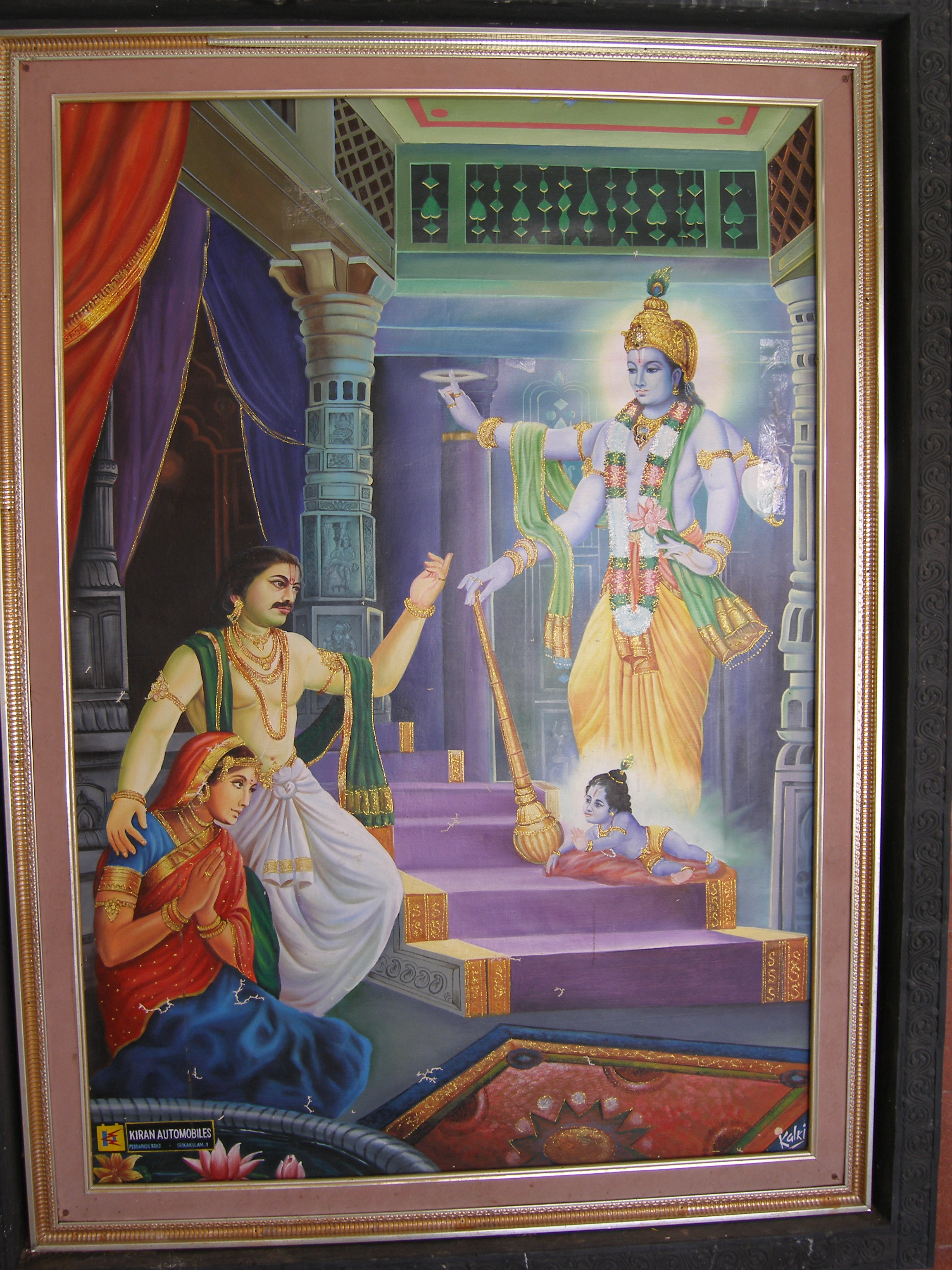
Рождение Махавишну в облике младенца Кришны. Храм Нараяна-Тирумала, Шрикакулам (Андхра-Прадеш)

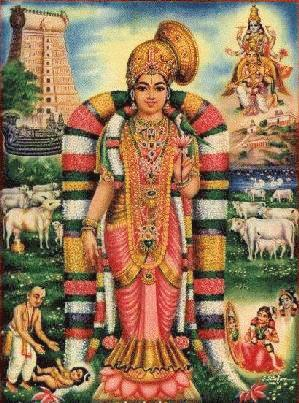
Постер с изображением Андаль и её истории

### Шри-вайшнавская философия

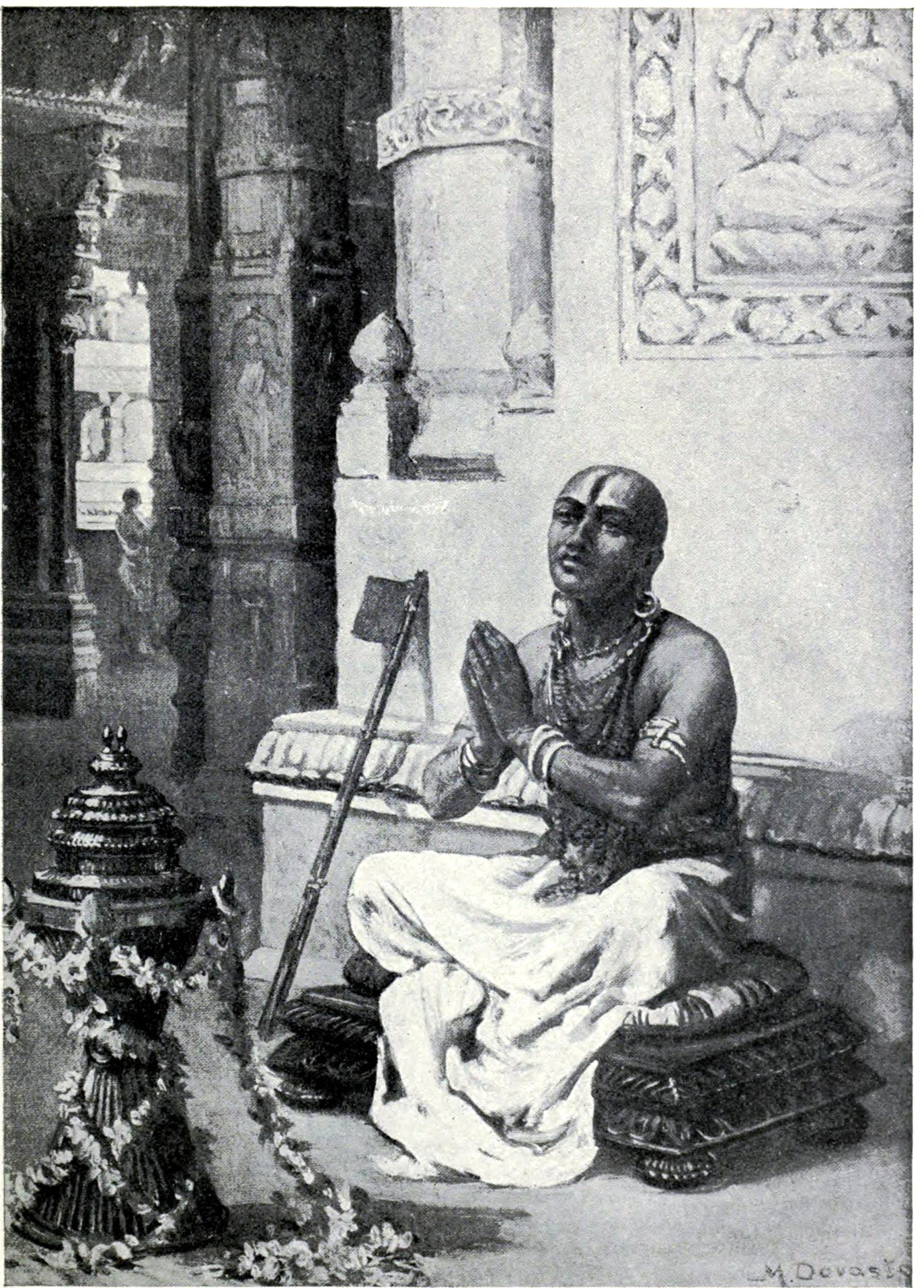
Рамануджа в храме перед стопами Вишну (сатари), 1100 год. Иллюстрация из книги «История наций» от 1923 года

### Любовь Наммальвара

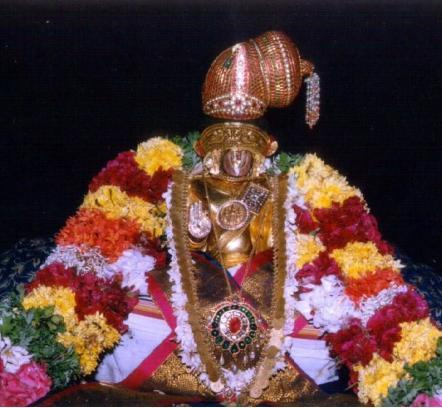
Образ Наммальвара в Храме Шри Логанатха Перумал, Тирукурунгуди (Тамилнад)

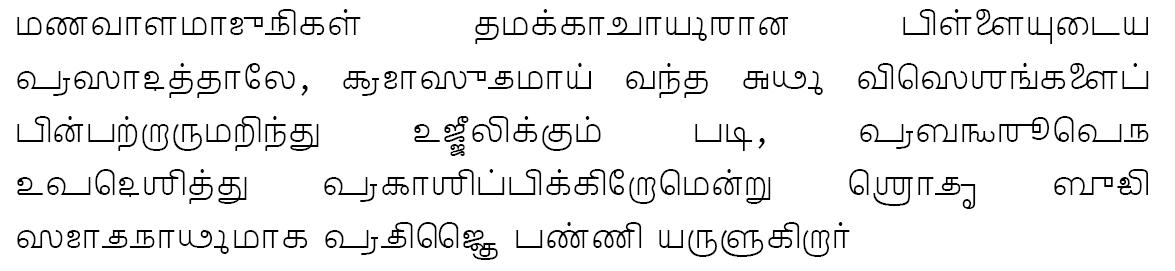
Маниправала, письменный язык учителей шри-вайшнавизма